# 火影忍者術列表
火影忍者術列表列舉所有曾在漫畫《火影忍者》及動畫《火影忍者》、《火影忍者疾風傳》及劇場版中使用過的術。

## 概要
所有的術基本上分為三種：忍術、幻術、體術。除此之外還有咒印術、封印術、祕傳術等需要有必要的手段才能使用；而血繼限界是指需要透過遺傳才能繼承的特殊之術，如果沒有繼承特殊的體質則無法使用此忍術。

### 術的學習
忍者能藉由他人指導、閱讀捲軸書籍、模仿他人等方式學習術。但血繼限界須要血緣或移植相關器官才能使用。
術的學習難易度
術的學習難易度分成六個階段。至於秘傳、血繼限界等特殊方法習得的術屬於第七種。
- S:奧義、極意水準
- A：禁術、超高等忍術水準
- B：上忍水準
- C：中忍水準
- D：下忍水準
- E：學校水準

在學校學得的術是所有術中最基本的，有以下六種：
隱身術（輔助，下忍）
金縛術（輔助，下忍）
替身術（輔助，忍者學校）
脫繩術（輔助，忍者學校）
分身術（輔助，忍者學校）
變身術（輔助，忍者學校）

### 術的使用
忍者想要使用術，基本上要製造出查克拉並結印才能使用。但也存在不需要查克拉或印的術。
查克拉
查克拉（チャクラ，Chakra）源於印度瑜珈觀念中的脈輪，在日本動漫《火影忍者》中被引用為忍者使用任何忍術的基本能量。
忍者通過結合體內兩大能量—「身體能量（身体エネルギー，shintai enerugī）」和「精神能量（精神エネルギー，seishin enerugī）」來製造查克拉。其中，身體能量來自組成人體的數以萬計的細胞，而精神能量是通過自身經驗以及訓練身體所積累。
身體能量即為六道仙人所用的陽遁能量，精神能量即為六道仙人所用的陰遁能量，查克拉即是身體能量和精神能量達成平衡狀態下所生，也就是身體能量和精神能量50%+50%合成1個整體。除此之外也有所謂陽查克拉及陰查克拉，擁有幻術潛能如夕日紅、春野櫻等人被稱為有幻術才能，即是透過打破身體能量與精神能量的平衡，使查克拉偏向精神能量大於身體能量，即被稱為陰遁。第二代水影所使用的即為陰遁，就是使用精神能量大於身體能量提煉的查克拉，稱為幻術。而木葉忍者中，使用身體能量最強的忍者為阿凱，能使用八門遁甲，阿凱開啟第七門驚門後所使用的奧義晝虎，即是發揮身體能量至極致後所產生的空壓拳，八門遁甲本身所使用的並非查克拉，而是單純的身體能量，稱為體術。
查克拉一旦生成，將會像血液循環一樣遍及全身，並且交付於361個釋放點之一(像是結合中國任督二脈的穴道理論)。查克拉的量越多，能使用更多的術的次數也越多，通常和忍者的體力成正比。控制查克拉的技術越好，則越能避免在使用術的時候浪費查克拉。通過進行12種不同手勢的基本結印，可以創造出超自然的能力，使用各式各樣的術。查克拉亦可強化身體的能力，甚至能於腳部放出查克拉在牆壁、天花板、水面上等各類地形行走。
尾獸的查克拉不論是質或量都遠遠超越人類的水平。
此外自然環境也存在著查克拉，「自然能量（自然エネルギー）」，是位於體外龐大的能量，先以不動的姿態冥想，透過與自然合而為一特殊感應吸引自然能量引進體內，混合身體能量、精神能量、自然能量三種能量平衡的查克拉——「仙術查克拉(仙術チャクラ)」。能夠把忍術、幻術、體術都能進行強化的「仙術」。不過若是自然能量太少，無法自成仙術查克拉；若是太多則會變化為青蛙等動物，若不停止最後會化為自然的一部分石化成像。能使用自然查克拉的忍者少之又少。
印
印是使用術的其中一項要素，忍者須要結出固定的手勢，且順序正確才能使用特定的術。忍術的基本印有十二種，各以十二地支命名。亦存在基本印以外的印，例如影分身之術和身心轉換術的印。印一般都是使用雙手結印，然而也有單手即可結的印存在。

## 忍術
忍術是運用查克拉，直接將各種效果發揮在自己或對手身上的術，大部分須要結印。
性質變化

性質變化圖

使用忍術，將其加入屬性等附加效果稱為「性質變化」。每個人都至少有一種容易修習的屬性，上忍等級的忍者幾乎都已習得兩種以上。修習性質變化，依資質不同，可能要花費數天或數年。
忍术中最常见的是五行遁术。忍者的查克拉有火、風、雷、土、水五種屬性。五行遁术本质上是由这五种查克拉的形态和性质变化产生的。大部分忍术通过结印施放，一些忍术则不需要。基本上，只涉及查克拉形态变化的术一般不需要结印，而涉及性质变化的术则需要。另外也有一些忍术与属性无关。
- 查克拉紙

查克拉紙的變化，由左到右的變化是火、風、雷、土、水

能感應忍者的查克拉屬性的特殊紙片，感應方法是用食指和中指夾住紙片，並施予查克拉。﹝可以有五種屬性﹞ 
- 火→會讓紙燃燒
- 風→會讓紙裂開
- 雷→會讓紙皺掉
- 土→會分解紙張
- 水→會讓紙濕掉

### 火遁
能夠以助燃的特性打敗風，但會被水熄滅。
將所接觸的東西燃燒殆盡，有如火焰一般高熱的查克拉，會附加讓對象著火的效果，和風一樣是攻擊特化型
| 招式              | 等级 | 說明 | 结印                       | 主要使用者                                                                               |
| ----------------- | ---- | --- | -------------------------- | ---------------------------------------------------------------------------------------- |
| 火遁‧豪火球       | C    | 以查克拉提煉，從口中發出一發大火球，其威力可以燒出直徑7公尺的洞穴來，非一般下忍能學懂。 | 巳－未－申－亥－午－寅     | 宇智波一族所创，宇智波佐助、宇智波止水、宇智波鼬和卡卡西、宇智波紗羅妲、宇智波帶土都用過 |
| 火遁‧豪炎         |      | 以查克拉提煉，從口中發出一發火球。 |                            | 木葉猿飛一族                                                                             |
| 火遁‧鳳仙花火     | C    | 從口中連續吐出火球，攻擊軌道就像鳳仙花的果實，火球的軌跡可用查克拉來操縱，同時也可以在其中加入手裏劍加強威力。 | 子－寅－戌－丑－卯－寅     | 宇智波佐助、宇智波鼬                                                                     |
| 火遁‧鳳仙花爪紅   | B    | 放出多個手裏劍，並以火遁·鳳仙火使手裏劍燃燒進而發動攻擊。 | 子－寅－戌－丑－卯－寅     | 宇智波鼬                                                                                 |
| 火遁‧龍火         | C    | 在結印之後放出直線型的火焰，速度和威力都是一等一的，威力足夠打斷大型樹木。 | 巳－辰－卯－寅             | 宇智波一族、御手洗紅豆（動畫原創169話）                                                  |
| 火遁‧豪龍火       | B    | 施術者用查克拉提煉出高熱度的火焰並凝聚成火龍再沖向敵人，威力十分驚人。 | 寅                         | 宇智波佐助、宇智波止水                                                                   |
| 火遁‧蛤蟆油炎彈   | B    | 連合忍術，使用火遁點燃蛤蟆文太所吐出的油，燒盡前方一切物體，範圍廣，不易逃離，所以傷害力極高。雖屬火遁，但是因為有蛤蟆油的輔助，所以比一般的水遁難以抵擋。 |                            | 自來也和癩蛤蟆文太                                                                       |
| 火遁‧炎彈         | C    | 從口中噴出火焰攻擊對手。 |                            | 自來也                                                                                   |
| 火遁‧大炎彈       | B    | 炎彈強化版，自來也在仙人模式時使用。把體內仙術查克拉練成油，在充滿口腔的油吐出的同時使用火遁忍術將其燃燒。 |                            | 自来也                                                                                   |
| 火遁‧火龍炎彈     | B    | 從口中吐出極強力的大火球，有如狂暴的龍般舞動。要讓火龍遵從施術者的意思，是非常困難的事情，只有技術熟練的忍者，才能夠學會。施術者所吐出來地火焰，會分成前、左、右三個方向一起向對方襲去，火龍的方向由查克拉所操控，並在一瞬間讓敵人變成灰燼，很難躲避。其威力可以將池塘的水在一瞬間蒸發。 | 未－午－巳－辰－子－丑－寅 | 三代火影、自来也                                                                         |
| 火遁‧灰積燒       | B    | 從口中吐出灼熱的煙塵雲包圍敵人，再由施術者咬砌嵌在臼齒的打火石來引燃煙塵，達到類似塵爆的狀態以燒傷敵人。因為所吐出的是煙灰而不是火焰，所以能在空氣中維持及燃燒一段時間。 | 巳－子－寅                 | 猿飛阿斯瑪、木葉丸                                                                       |
| 火遁‧頭刻苦       | B    | 超大型的火球,威力大到可燒盡整座森林。 |                            | 角都                                                                                     |
| 火遁‧神火         |      | 配合風遁‧神風，可把一切燒成灰燼。 |                            | 追擊巫女紫苑的四人組使用（疾風傳劇場）。                                                 |
| 火遁.火龍彈       | B    | 從口中噴吐一束火焰，火焰會附帶灼傷效果。 |                            | 三代火影、木葉丸                                                                         |
| 火遁‧素燒之術     |      | 配合土遁‧天降黏土，可將敵人用素燒的方式燒成一個大泥偶。 |                            | 暗部忍者。                                                                               |
| 火遁.豪火滅卻     | B    | 威力驚人的火遁術，施術者會發出超過10倍以上的豪火球，火焰的規模遠遠超出豪火球，能夠做出一大片火海。需要多人使用水陣壁才擋得了。 |                            | 宇智波斑（漫画560话）                                                                    |
| 火遁.豪火滅矢     | B    | 吐出比火遁.豪火滅卻更強的火矛，火焰蔓延速度比豪火滅卻快。 | 子－丑－戌－午－亥－寅     | 宇智波斑                                                                                 |
| 火遁.灰塵隱       | A    | 查克拉聚集在喉嚨後，向前方吐出一團高溫的灰塵，灰塵落地後會向四周擴散，並對敵人產生高溫傷害，持續一段時間後爆炸。施術者可以憑藉灰塵阻礙敵人的視線，從而隱藏自己。 |                            | 宇智波斑                                                                                 |
| 火遁‧龍炎放歌之術 | A    | 可謂是豪龍火之術的強化版，數個龍頭型火炎對敵人進行攻擊。 |                            | 宇智波斑                                                                                 |
| 火遁·鼠毛玉       |      | 口中發射鼠狀火燄，可分散成大量的火炎追蹤彈。 |                            | 二尾柚木斗                                                                               |
| 火遁·起爆炎陣     | A    | 以埋於地面的大量起爆符纏住並引發連環大爆破。 |                            | 山椒魚半藏                                                                               |
| 火遁.鬼燈籠       |      | 自身周圍浮現出無數個有著般若外貌的火球，朝著目標攻擊。 |                            | 無垢                                                                                     |
| 火遁·天牢         |      | 把火屬性査克拉聚集在手中烙相目標使對方不能使用査克拉，中此禁錮術者若果強行使用會虛脫倒下，擅自從陸路逃出鬼燈城者甚至會自燃而亡。 |                            | 無為                                                                                     |
| 火遁·豪火天牢     |      | 火遁·天牢的強化版 |                            | 無為在木葉眾人制服無垢所脫變成的「悟」後所施展，強大如「悟」也被此招禁錮行動。           |
| 火遁·天牢火劍     |      | 把火屬性査克拉聚集在手中成火劍穿透對方，能使對方剎那間燒成焦炭。 |                            | 無為                                                                                     |
| 火遁·爆風亂舞     | B    | 先由神威扭曲空間產生旋風，而後施展火遁，火焰藉由旋風快速延燒，且因神威產生的旋風鎖定目標，如地獄火焰吞噬敵人，寫輪眼與火遁的複合忍術。 |                            | 宇智波帶土                                                                               |
| 火遁·蒼炎術       |      | 吐出數個藍色火焰球攻擊對手。 |                            | 遊戲自創                                                                                 |

### 水遁
能夠以降低溫度和隔絕氧氣的性質打敗火，但卻會被土給吸收。
和有多采多姿的形態變化忍術相容性較佳，變化成霧狀以隱身或是變成大浪絆住腳步等，輔助的效果較佳。
| 招式               | 等级 | 說明 | 结印 | 主要使用者                                                   |
| ------------------ | ---- | --- | --- | ------------------------------------------------------------ |
| 水遁．泡沫         | C    | 從吹肥皂泡器具中吐出許多大型泡泡，再以彈指來將泡泡進行引爆。 | | 泡沫                                                         |
| 水遁．泡膜壁       | C    | 吹出特大號的泡泡，包圍自己作防禦用。 | | 泡沫                                                         |
| 水遁．酸頭泡       | C    | 從吹肥皂泡器具中吐出具酸性的泡泡。 | | 泡沫                                                         |
| 水遁．起爆泡       | B    | 和水遁．泡沫不同，從吹肥皂泡器具中吐出具小規模爆炸的泡泡，不需彈指即可引爆。 | | 泡沫                                                         |
| 水遁．霧隱之術     | D    | 藏身在霧裏奇襲用的忍術，霧的濃厚藉由控制查克拉的多寡來改變。 | | 桃地再不斬、枇杷十藏 、照美冥                                |
| 水遁．水亂波       | C    | 吐出水波，將敵人沖走。 | 辰－丑－卯 | 彌彥                                                         |
| 水遁．泡沫亂波     | C    | 從口中吐出泡沫，將敵人沖走。 | | 畜生道的大龍蝦                                               |
| 水遁．水牢         | C    | 利用查克拉製造水牢將對手困住的忍術，是常人100%不可能脫出的忍術，但曾被日向寧次破解，施術者需從手中不斷放出查克拉來維持水牢，一旦手離開術就會立刻破解。 | 巳－未－午－卯－未－午－卯－五指張開，雙手大拇指和食指相抵 | 桃地再不斬、干柿鬼鲛                                         |
| 水遁．水分身       | C    | 利用查克拉控制水進而製造分身的忍術，對此分身的攻擊都會被水化解。 | | 旗木卡卡西、桃地再不斬、干柿鬼鲛、枇杷十藏                   |
| 水遁．鐵炮彈       | C    | 製造出水砲攻擊敵方的忍術。 | | 癩蝦蟆文太                                                   |
| 水遁．水陣壁       | B    | 操縱附近的水份來防禦對手的攻擊的忍術，缺點為正上方是其罩門所在。 | 寅－巳－寅－巳－寅－巳 | 旗木卡卡西、千手扉間、懶、小助                               |
| 水遁．水流鞭       |      | 將水凝聚成可自由伸縮的鞭子。可搭配雷遁使出聯合攻擊。 | | 千手扉間、雾隐暗部                                           |
| 水遁．水龍彈       | B    | 利用查克拉將大量的水集中以驚人的氣勢攻擊對手的忍術，而此術的攻擊軌道就像龍一樣，此術將會大量消耗查克拉，其结印非常複雜。 | 丑－申－卯－子－亥－酉－丑－午－酉－子－寅－戌－寅－巳－丑－未－巳－亥－未－子－申－酉－辰－酉－丑－午－未－寅－巳－子－申－卯－亥－辰－未－子－丑－申－酉－子－亥－酉 | 旗木卡卡西、桃地再不斬、鬼燈水月、千手扉間、宇智波鼬、照美冥 |
| 水遁．水鮫彈       | B    | 利用查克拉將水製成鯊魚的形狀進而攻擊的忍術。 | | 旗木卡卡西、干柿鬼鲛                                         |
| 水遁．大鮫彈       | A    | 水遁．水鮫彈的升級版，破壞力更大。能吸收查克拉，遇強越強。 | | 干柿鬼鲛                                                     |
| 水遁．五食鮫       | B    | 從手指放出查克拉將水製成五隻鯊魚攻擊敵人，此忍術威力強大， | | 干柿鬼鲛                                                     |
| 水遁．千食鮫       | B    | 水遁·五食鲛的超级强化版！在水中召唤出无数鲨鱼撕咬对手。 | | 干柿鬼鲛                                                     |
| 水遁．水牢鮫葬     |      | 使用水牢困住對手並放出數隻鯊魚啃殺。 | | 遊戲自創干柿鬼鲛                                             |
| 水遁．水牙彈       | B    | 出其不意攻擊敌方腳部。 | | 宇智波鼬                                                     |
| 水遁．泷壶         |      | 利用查克拉製造瀑布 | | 千手扉間、大和                                               |
| 水遁．爆水衝波     | B    | 一口氣吐出大量的水，需要龐大查克拉 | | 干柿鬼鮫                                                     |
| 水遁．大爆水衝波   |      | 水遁‧爆水沖波的昇級版，大量吐出來的水會形成圓形，並以施術者為中心移動。 | | 干柿鬼鮫                                                     |
| 水遁.水牢鮫舞      | S    | 先由鬼鮫使出「大爆水衝波」困住敵人，然後鬼鮫與大刀鮫肌合體形成魚人模式向敵人發動進攻。魚人模式下的鬼鮫可以用腮呼吸，可以通過査克拉來感知敵人的方位，敵人只要與鬼鮫近身接觸就會被吸取査克拉，直至被鬼鮫將査克拉吸盡。 | | 干柿鬼鮫                                                     |
| 水遁．瀑布術       | C    | 在沒有水的地方製造瀑布。 | | 大和                                                         |
| 水遁．水波手       |      | 利用手放出數道水流。 | | 大和                                                         |
| 水遁．破奔流       |      | 製造出大量水流衝擊對手。 | | 大和                                                         |
| 水遁．千杀水翔     |      | 将周围的水分变为无数根的针进而攻击的忍术，向指定方面攻击之后所有的水针都将会往目标地攻击，施术者也要注意距离，否则也会被误伤，能够单手结印为其特点。 | | 白                                                           |
| 水遁．水天包袭     |      | 类似水遁·水牢术，但是范围更广。 | | 千手扉間                                                     |
| 水遁．大瀑布       | A    | 利用查克拉將大量的水捲上數十公尺的高空，像瀑布一樣將對手捲入其中的忍術，此忍術的威力可以媲美自然災害，屬於相當危險的忍術，會消耗大量的查克拉。 | 寅－丑－申－卯－子－亥－酉－丑－午 | 千手扉間、桃地再不斬、旗木卡卡西、大和、药师兜、長十郎       |
| 水遁．水幕帐       |      | 此术发动的水规模不大。在動畫第305集中角都为了防御鹿丸的起爆符时所使用的水遁忍术。 | | 角都                                                         |
| 水遁．水饴拿原     |      | 将因混入查克拉而变得黏度极高的水大范围喷出。不慎进入该范围的敌人将无法移动，如果使查克拉在脚底流动的话就能自由移动，可以有效地缩小敌人的行动范围。 | | 神月出云                                                     |
| 水遁．水化術       |      | 讓肉體自由液化的忍術。 | | 鬼燈水月                                                     |
| 水遁．豪水腕       | B    | 水遁．水化術的應用，將身體的水分集中至手臂，以讓手部肌肉膨脹並強化。 | | 鬼燈水月、千手扉間                                           |
| 水遁．水上切       |      | 把查克拉集中在某一部位並將它變成水，滴到地面後施術者周圍的土地被液化，從而達到高速移動（類似溜冰）和把水加壓成刃攻擊敵人。 | | 《鳴人之死》裡四人組的術。                                   |
| 水遁．水龍鞭       |      | 把水集中在一處，再向四處射出攻擊敵人。 | | 《鳴人之死》裡四人組的術。                                   |
| 水遁．水襲剛流豪雨 |      | 把水集中並把它變成怪物攻擊目標。 | | 《鳴人之死》裡四人組的術。                                   |
| 水遁．水替身       |      | 液化身體躲避攻擊。 | | 《鳴人之死》裡四人組的術。                                   |
| 水遁．邪之口       |      | 把水集中成口的形狀，向敵人攻擊。 | | 不風                                                         |
| 水遁.波亂萬蒸      |      | 將自己的查克拉化作滾滾激流向敵人進攻 | | 不風                                                         |
| 水遁．黑雨         |      | 在該範圍下起黑色的雨，黑雨其實是油，能配合火遁術的攻擊。 | | 五月雨                                                       |
| 水遁．水翔雨       |      | 召集大量的水形成大漩渦，進入漩渦的人淹死。 | |                                                              |
| 水遁·水利刃        | A    | 從口中噴出急速的超高壓細水柱攻擊對手，類似二代火影的水斷波。在與佩恩戰鬥中，使用此招殺死了佩恩的隱身變色龍通靈獸，威力極強，殺傷力極高，十分血腥。 | | 深作仙人                                                     |
| 水遁．雲江水沖爆   |      | 喚大量的水攻擊敵人。 | 戌－寅－亥－酉－丑－寅－巳 |                                                              |
| 水遁．蒸危暴威     |      | 無限爆破忍術，可以一瞬間暴破，只需要利用分身，本身不需要參與戰鬥，利用自己的能力製造出的分身，看起來外面是一個小孩的模樣，裡面包襄著油和水，可以一下使分身體內加熱蒸發，然後瞬間爆炸，在短時間內又可以變回原來的姿態，又可以瞬間爆炸，同時可以利用分身戰鬥，分身浮現在空中行動，分身速度極快，通過快速的移動發熱使內部的水蒸發，又可以爆炸，說他是無限暴破一點都不為過。 | | 第二代水影鬼燈幻月                                           |
| 水遁．水喇叭       |      | 从口中吐出喇叭般的水流冲击波，岩隱村忍者黑土曾用來攻擊藥師兜。 | | 黑土                                                         |
| 水遁．水鐵砲       |      | 鬼燈一族特有的術，為「水化」的應用形，從食指射出一發超壓縮水彈。 | | 第二代水影鬼燈幻月                                           |
| 水遁．水鏡術       |      | 製造出水鏡，鏡中映照出和對手一樣的人形，並且擁有與本人相同的力量。 | | 櫓                                                           |
| 水遁．步槍水       |      | 在劇場版血獄中用此術幫助龍舌滅火。 | | 麻呂伊                                                       |
| 水遁．水風船       |      | 用油製造出很多泡沫攻擊敵人。 | | 第二代水影鬼燈幻月                                           |
| 水遁．水彈         |      | 噴出大量的水攻擊敵人。 | | 霧忍村的忍者                                                 |
| 水遁．水阵柱       |      | 放出（吐出）一道竖起水墙来保护自己或其他目标。可以是一排直线的水壁，也可以是圆筒形的水围墙，按实际作战情况发动。 | | 照美冥                                                       |
| 水遁·雨阵          | A    | 将水遁查克拉聚集在空中发射出去，速度如子弹一般，威力很强，从天而降的水炮瀑布向四处发射并贯穿攻击敌人，攻击范围会应查克拉量而改变，亦是类似于暴雨的术。 | | 千手扉間                                                     |
| 水遁·水断波        | S    | 从口中猛烈喷出急速的超高压细水柱并攻击敌人，威力极强，杀伤力极高，如同利刃一般，其威力和水压都极其强悍。按实际作战情况发动，攻击范围会应查克拉量而改变。是一种攻击距离远、范围广；并且威力强劲的水遁忍术。 | | 千手扉間                                                     |
| 水遁·硬涡水刃      | S    | 在手中制造水漩涡在手中制造水旋涡并把形态浓缩成水标枪，用力投去，一接触目标就形成巨大的水龙卷，威力巨大又华丽厉害，攻击范围会应查克拉量而改变。 | | （PS2火影忍者木叶英雄3原创招式）千手扉間                     |
| 水遁·水龙咬爆      | S    | 从敌人下方制造一摊尖锐的岩石状水流并将其击飞致上空，以查克拉在地上制造一个巨大的水漩涡并扩散，水漩涡扩散的同时，从中心连续发射出无数上升的水流急速冲击敌人，以此进行高速远程攻击。速度十分迅速，上升对的水流会聚集成巨大的水龙向下造成致命一击，瞬间便可将敌人吞噬掉，威力极强，杀伤力极高，按实际作战情况发动，攻击范围会应查克拉量而改变。                             | | 《究极风暴》原创招式。 千手扉間                              |
| 水遁·水墙          | A    | 将水遁查克拉聚集在手上，发射出一道竖起水墙来保护自己或其他目标，可以是一排直线的水壁，也可以是圆筒形的水围墙，按实际作战情况发动，攻击范围会应查克拉量而改变。 | | （PS3火影忍者终极风暴世代）原创招式千手扉間                  |
| 水遁·水连弹        | A    | 如同一碰就飞弹而出的原仙花种子一样，从扉间手中发射出无数的水炮向四面八方散开，袭击敌人！而且所有水炮都是由扉间查克拉控制着，要悉数避开并不是容易。除了极富视觉效果之外，威力也很惊人。攻击范围会应查克拉量而改变。 | | 游戏《究极风暴3》招式。千手扉間                              |
| 水遁·瞬水          | A    | 水环境中使用的瞬身术，可瞬间出现在水域的各个位置与水面滑行。 | | 千手扉間                                                     |
| 水遁·水刃斩        | A    | 将敌人抛至上空再打至地面，最后以苦无配合水遁斩杀敌人。 | | 《究极风暴3》招式。千手扉間                                  |
| 水遁·天泣          |      | 这种术就如同从万里无云的时空中降下的雨一样，是攻击时出乎意料之外的水针！从口中高速喷出的水针将会命中敌人的要害。 | | 千手扉間                                                     |
| 水遁·水龍捲        |      | 水环境中會使水面出現水旋渦，可將敵人吸入旋渦中。 | | 劍美澄                                                       |
| 水遁·雨霰          |      | 水會將呈現許多泡泡，像下雨與霰彈槍一樣攻擊敵人。 | | 千乃                                                         |
| 水遁·怨雨          |      | 會下雨成水，吸取對方的查克拉。 | | 雨忍                                                         |
| 水遁幻術·霧幻魔牢  |      | 螺貝王外殼打開飄雪，中術者身體會如同被雪覆蓋般無法動彈。 | | 韓蛇蜘                                                       |
| 水遁·霧雨隱身      |      | 會下雨成霧，跟一班的霧隱身之術是差不多的忍術。 | | 睡蓮                                                         |
| 醫療水遁·水蚊      |      | 醫療用水遁忍術。 | | 雨乃                                                         |
| 醫療水遁·水螳螂    |      | 水會以螳螂手的型態，依附在施術者手上。 | | 雨乃                                                         |
| 醫療水遁·水海月    |      | 醫療用水遁忍術。 | | 雨乃                                                         |
| 水遁·王琉華        |      | 木葉科學班開發的科學忍具,所收容的水遁忍術。 | | 旋渦慕留人                                                   |
| 水遁·水鍊          |      | 水會像鐵鍊一樣的型態攻擊。 | | 屍澄真                                                       |
| 水遁·水靈波        |      | 跟水泡彈相似的水遁忍術。 | | 筧堇                                                         |
| 水遁·雷鞭迅        |      | 跟水龍鞭搭配的雷遁忍術。 | | 冰雨。                                                       |
| 水遁·水陣出陣      |      | 將水向上噴，用於救火的水遁忍術。 | | 木葉忍者。                                                   |
| 水遁·水鐵砲二型    |      | 水鐵砲的強化版，必須近距離使用。 | | 鬼燈水月。                                                   |
| 水遁·雨刺鮫        |      | 水會形成小型的鮫鯊雨，然後咬殺敵人。 | | 干柿鬼鮫                                                     |
| 水遁·水衝波        |      | 形成強大的水衝擊。 | | 千手扉間                                                     |
| 水遁·水流陣壁      |      | 使用大量的水流壁的防禦忍術。 | | 忍者聯軍。                                                   |

### 風遁
能夠以切割力打敗雷，但是對火趨於劣勢。
將各式各樣的東西撕裂切碎，有如刀刃一般的查克拉，能作用在特殊的忍具或是術上，在近中距離的攻擊具作最強的攻擊力
| 招式                | 等级 | 說明 | 结印                                                                   | 主要使用者            |
| ------------------- | ---- | --- | ---------------------------------------------------------------------- | --------------------- |
| 風遁·斬空波         | D    | 利用強大的空氣壓來攻擊對手的忍術，輕鬆將對手的手裏劍擊飛，甚至可以將遠處的對手吹飛。 |                                                                        | 薩克·鐙               |
| 風遁·斬空極波       | C    | 利用空氣壓和超音波將對手一網打盡的絕技，馬上將地面掀起，此術需要消耗大量的查克拉。 |                                                                        | 薩克·鐙               |
| 風遁·風之刃         | A    | 利用查克拉操縱風壓形成利刃，將對手撕裂。 |                                                                        | 葉鬼                  |
| 風遁·鐮鼬           | C    | 利用扇子製造大量風壓攻擊對手的忍術，被最大風壓擊中整個人幾乎會散掉。 巳月在博人傳中與班長筧堇對戰時以手臂使出。 | 巳-辰-酉                                                               | 手鞠、巳月            |
| 風遁·大鐮鼬         | S    | 利用扇子產生極大量風壓攻擊對手，威力極大。 | 無                                                                     | 手鞠                  |
| 風遁·掛網           | -    | 數人利用扇子產生極大量風壓形成網狀大規模攻擊對手。 |                                                                        | 手鞠+忍界大戰風遁忍者 |
| 風遁·突破           | C    | 利用查克拉操縱風，吐出強風攻擊的忍術。 | 戌-午-酉                                                               | 巳月                  |
| 風遁·大突破         | C    | 利用查克拉操縱風，吐出暴風攻擊的忍術。 | 卯                                                                     | 大蛇丸                |
| 風遁·無限砂塵大突破 | -    | 利用查克拉操縱風，凝聚生成砂嵐的忍術。 |                                                                        | 我愛羅                |
| 風遁·練空彈         | A    | 吸入大量的空氣，吐出攻擊的忍術，因為內含大量的查克拉，產生極大的壓力，屬於威力極大的招式。 |                                                                        | 守鶴                  |
| 風遁·壓害           | B    | 利用強風將一切毀滅，威力就像天災一般。 |                                                                        | 角都                  |
| 風遁·風切           | C    | 製造出利刃般旋風攻擊敵人。 |                                                                        | 木葉暗部、四天象人    |
| 風遁·真空玉         | C    | 是檀助所使用，對付剛用完須佐能乎和天照的佐助。 | 子－卯－戌                                                             | 檀助                  |
| 風遁·真空波         | B    | 檀助使用這招對付佐助和他的新召喚獸鷹。吐出加壓過的風，像子彈一樣攻擊敵人。 | 子－卯－戌                                                             | 檀助                  |
| 風遁·真空大玉       | B    | 是檀助所使用，真空玉的加強版。 | 寅變化印－戌(此處寅變化印為寅印為基礎，但將兩手中指交扣，僅留食指相合) | 檀助                  |
| 風遁·真空連波       | B    | 一次放出多個真空波。 | 子－巳－午－戌                                                         | 檀助                  |
| 風遁·烈風掌         | C    | 將查克拉變為烈風，能加速手裡劍等武器的飛行速度。 | 巳-未-亥-午-酉-雙手合掌                                                | 長門、空、漩渦博人    |
| 風遁·獸波掌         |      | 「守護忍十二士」和馬的兒子．空所使用的風遁切割忍術。 |                                                                        | 空                    |
| 風遁·獸波烈風掌     |      | 「守護忍十二士」和馬的兒子．空所使用的風遁忍術，由獸波掌和烈風掌所結合的忍術。 |                                                                        | 空                    |
| 風遁·風塵烈波       |      | |                                                                        | 大蛇丸                |
| 風遁·花散舞         |      | 先前方釋放小型龍捲風，風中夾雜著花瓣，範圍廣，威力一般。 |                                                                        | 不風                  |
| 風遁·神風           |      | 在疾風傳劇場中，是追擊巫女紫苑的四人組所使用的，利用查克拉操縱風球。 |                                                                        | 追擊巫女紫苑的四人組  |
| 風遁·翠嵐烈風       |      | 操縱自己的忍具進行攻擊的忍術，把忍具旋轉進行切割。 |                                                                        | 阿斯瑪                |
| 風遁·旋風刃         |      | 是第四代風影自創忍術，將周圍的空氣凝結在手上旋轉而成，形成無形的利刃，其效果十分驚人。 |                                                                        | 第四代風影            |
| 風遁·迷你隐形螺旋丸 | A    | 博人将迷你螺旋丸丢出去后，螺旋丸会变隐形，直到螺旋丸打到敌人，螺旋丸才会再次出现且爆发，此招数只有博人特异的能力才能释出。 | 不需结印                                                               | 漩涡博人              |
| 風遁·螺旋丸         | A    | 第四代火影參照尾獸玉而自創的忍術，將查克拉高速旋轉並在手掌上加壓成球，形態變化的極致。 | 不須結印                                                               | 漩渦鳴人與第四代火影  |
| 風遁·螺旋手裡劍     | S    | 鳴人將螺旋丸加入性質變化之後開發出來的忍術，是鳴人在仙人模式或尾獸模式時才能使出的禁術，利用仙人模式或尾獸模式提高查克拉密度，將螺旋手裡劍拋出攻擊，否則會使施術者手臂嚴重創傷，甚至永遠無法凝聚查克拉。命中後查克拉會化成無數細小的風刃可把對手體內所有的經脈系統及細胞擊潰，攻擊次數就連卡卡西的寫輪眼也無法看透。鳴人在佩恩之戰首次使用完全完成的風遁·螺旋手裏劍，是鳴人最強的忍術。 | 無                                                                     | 漩渦鳴人              |
| 風遁·龍捲螺旋丸     | S    | 出現於《羈絆》中，擁有比螺旋丸更強的威力。是在颱風外圍製造出龍捲風來增強威力的原理，這是要有超越螺旋丸的形態變化的能力才能施展的忍術。 | 無                                                                     | 漩渦鳴人              |
| 風遁·太極螺旋丸     | S    | 《失落之塔》出現的忍術，號稱最強的螺旋丸，是由鳴人與第四代火影的螺旋丸結合產生的。 | 無                                                                     | 漩渦鳴人與第四代火影  |
| 風遁·迷你螺旋手裡劍 | S    | 迷你的螺旋手裡劍，由尾獸狀態的鳴人使出，可切割任何東西。 | 無                                                                     | 漩渦鳴人              |
| 風遁·蝦蟆鐵砲       |      | 「三尾出現之篇」自來也親自傳授鳴人的術。以鳴人風屬性查克拉和蝦蟆龍的鐵砲彈組合出來的同步忍術，威力強大到足以摧毀堅固的晶遁結界。施術者的查克拉節奏必須一致，才能發揮術的最大效果。 |                                                                        | 漩渦鳴人與蝦蟆龍      |
| 風遁·蝦蟆油炎彈     |      | 「三尾出現之篇」鳴人與三尾作戰時自創的同步忍術。利用鳴人的風屬性查克拉配合蝦蟆龍噴出來的油，助長蝦蟆吉火遁忍術的火勢，將目標燒成灰燼。施術者的查克拉節奏必須一致，才能發揮術的最大效果。 |                                                                        | 漩渦鳴人與蝦蟆吉      |
| 風遁.旋風拳         | B    | 將風遁查克拉聚集在手中，然後打出的忍術。 |                                                                        | 阿斯瑪、猿飛未來      |
| 風遁·氣流亂舞       |      | 「忍界大戰篇」使空氣流動的忍術。 |                                                                        | 砂隱村忍者們          |
| 風遁·台風一過       |      | 製造出大規模的空氣流動，第四代水影曾經用他來吹走濃霧。 |                                                                        | 第四代水影            |
| 風遁·空砂防壁       |      | 製造出大範圍的砂壁，作為大規模的防禦型忍術。 |                                                                        | 我愛羅                |
| 風遁·風塵之術       |      | 吐出一道集中的風塵波進行攻擊。 | 午-申-酉                                                               | 阿斯瑪                |

### 土遁
能吸收水遁，但會被雷遁突破。
改變萬物硬度或成分的性質，可使其硬如鋼鐵，或像黏土般柔軟。
| 招式              | 等级 | 说明 | 结印           | 主要使用者                     |
| ----------------- | ---- | --- | -------------- | ------------------------------ |
| 土遁·岩隱         |      | 匿藏於岩石的隱遁術。                                                                                              |                | 岩忍、上水流一族、不風         |
| 土遁·岩分身       |      | 受到致命傷才會消失，且可能有機會用泥巴封印對手的動作。                                                            |                | 雲忍                           |
| 土遁·土替身       |      | 泥土化身體躲避攻擊。                                                                                              |                | 大蛇丸                         |
| 土遁·土流槍       |      | 從敵人下方的土地上製造尖銳的岩石攻擊敵人。                                                                        |                | 大和                           |
| 土遁·土柱爆       |      | 從地面上爆出一條的直線，一直延伸到目標那裡之後，再爆炸一次，這是屬於追蹤型的土遁。                                |                | 岩忍                           |
| 土遁·裂土轉針     |      | 由一大多堅硬的石塊所組成像針般的姿態，可依施術者的意思自由的移動。                                                |                | 雲忍                           |
| 土遁·裂土轉掌     | C    | 以掌底攻擊地面，導致天崩地裂。                                                                                    |                | 岩忍                           |
| 土遁·土石流       |      | 結完印之後，一拳打在地面上，使地面碎裂成無數的細沙，然後像海潮般的侵蝕敵人。                                      |                | 雲忍                           |
| 土遁·土流波       |      | 由一大多堅硬的石塊所組成像河流般的姿態，可依施術者的意思自由的移動。也可以封住對手的雙足。                        |                | 雲忍                           |
| 土遁·土流大河     | B    | 可將土地成泥石流沖走敵人。                                                                                        |                | 第三代火影                     |
| 土遁·心中斬首     | D    | 從地下將對手拉進地底，讓人看到以為被施術者被斬首了。                                                              |                | 旗木卡卡西                     |
| 土遁·土中映魚     | C    | 潛入地底中，出其不意地攻擊。                                                                                      |                | 篝、朧                         |
| 土遁秘術·土矛     | B    | 可把身體硬化至如鑽石一般堅硬來抵禦敵人的攻擊                                                                      |                | 角都                           |
| 土遁·土陵團子     | B    | 利用查克拉在土地下找着一塊巨大的岩石，高舉並投向對方。                                                            |                | 次郎坊                         |
| 土遁結界·土牢堂無 | B    | 利用地面上的土塊形成一个堅牢困住對手，從內部被破壞後會修復，並透過土壁吸下對手的查克拉。                          |                | 次郎坊、空(人造人)             |
| 土遁·岩柱牢       |      | 在敵人周圍製造土柱禁錮敵人。                                                                                      |                | 空(人造人)                     |
| 土遁·土陸歸來     | C    | 防禦型土遁術，拉出一塊岩石抵擋物理攻擊。                                                                          |                | 次郎坊                         |
| 土遁·追牙         | B    | 利用通靈之術招喚動物，此動物將會在地底追蹤敵人。如果是忍犬的話，會因為強大的嗅覺發揮更大的效果。                  | 寅－巳－辰－戌 | 旗木卡卡西                     |
| 土遁·大地合掌     |      | 從目標的前後面的地上，各伸出一塊岩石牆，藉使封住目標的行動。                                                      |                | 岩忍                           |
| 土遁·土流壁       | B    | 利用查克拉操縱土壤，可以100%防禦正面的攻擊，罩門為後方。                                                          | 辰−末          | 第三代火影、旗木卡卡西、自来也 |
| 土遁·土流城壁     | B    | 使用查克拉讓腳邊的土地大量隆起。                                                                                  |                | 大和                           |
| 土遁·萬里土流壁   |      | 由複數的岩忍，共同製造出來，有如萬里長城般高大的土牆。對付第三代雷影時用過。                                      |                | 岩忍                           |
| 土遁·土流割       | B    | 運用手掌上的查克拉控制龍脈以切斷土地。                                                                            |                | 大和                           |
| 土遁·黃泉沼       | A    | 可將平地化成泥沼讓敵人身陷其中不得動彈                                                                            | 亥—寅          | 自來也                         |
| 土遁·土縛柩       |      | 利用岩石由兩邊向敵人施壓。                                                                                        |                |                                |
| 土遁·蟻地獄       |      | 把對手吸進地下的忍術。                                                                                            |                | 蜉蝣                           |
| 土遁·泥法師       |      | 召喚出泥流衝向對手。                                                                                              |                | 不風                           |
| 土遁·岩柱槍       |      | 將查克拉凝聚成地刺的形狀，並不斷變大及往上長，刺穿敵人。                                                          |                | 不風                           |
| 土遁·岩切棍       |      | 從土中抽出尖銳的岩棍當作標槍投擲攻擊敵人。                                                                        |                | 不緣                           |
| 土遁·土落蓋       | B    | 召喚野豬形狀的蓋子壓向攻擊目標                                                                                    |                | 木葉暗部                       |
| 土遁·土迴廊       |      | 用岩石包圍敵人封殺敵人視野和行動。                                                                                |                |                                |
| 土遁·土龍彈       | B    | 將泥土化作龍形攻擊敵手。                                                                                          | 未－午－辰－寅 | 第三代火影                     |
| 土遁·土石龍       |      | 利用査克拉從大地中將大量的土石形成集一隻有著非常驚人氣勢的龍，向對手撲去。PS：威力據說與「水遁·水龍彈」不相上下。 |                | 岩忍                           |
| 土遁·有為轉變     |      | 把特定的土地召喚的時空忍術。                                                                                      |                | 不動                           |
| 土遁·土龍隱身     | C    | 用查克拉讓泥土變為細沙，就能像土龍般在地中挖洞前進。                                                              |                | 地達羅、鳶                     |
| 土遁·土中潛航     | C    | 將施術者週遭的土地化為液狀，可在其中游泳                                                                          |                | 干柿鬼鮫                       |
| 土遁·引爆黏土     |      | 用滲入查克拉的黏土製造炸彈．威力驚人。                                                                            |                | 地達羅                         |
| 土遁·岩屋崩落     | B    | 這是在山洞裡才能使用的術，岩石從天花板上掉落，殺傷力極大。                                                        | 寅 - 子 - 巳   | 火光                           |
| 土遁·天降黏土     | B    | 從天空結界召出大量粘土，把對手淹沒，為一名木葉暗部忍者所使用。                                                    |                | 木葉暗部                       |
| 土遁·拳岩         |      | 製造出岩石的拳頭，打向目標。                                                                                      |                | 第三代土影、黑土、赤土         |
| 土遁·輕重岩       | B    | 把接觸到的東西變輕。                                                                                              |                | 第三代土影                     |
| 土遁·超輕重岩     |      | 是「土遁·輕重岩」的強化版，把接觸到的東西變更輕。                                                                 |                | 第三代土影                     |
| 土遁·加重岩       | B    | 把接觸到的東西增加重量。                                                                                          |                | 第三代土影                     |
| 土遁·超加重岩     |      | 是「土遁·加重岩」的強化版，把接觸到的東西增加重量。                                                               |                | 第三代土影                     |
| 土遁·剛隸式之術   |      | 制造一个具有人形的岩石人，加強防御效果，三代土影曾用此招和我愛羅聯手擋下宇智波斑的攻擊。                          |                | 第三代土影、赤土               |
| 土遁·山土之术     | B    | 岩忍者村的忍者黃土的招式，可从地底产生两座巨山，分由左右压毁目标，曾用來對付外道魔像。                            |                | 黃土、赤土                     |
| 土遁·開土升掘     |      | 在土壤灌入査克拉,形成一個通道,壓縮裡面的土壤,可形成一座小山丘,並噴出裡面的東西。                                  |                | 黃土、黑土                     |
| 土遁·地動核       |      | 在地板灌入査克拉，可以將一部份的地面抬升。                                                                        |                | 黃土、第三代土影               |

### 雷遁
容易擴散，適合與中、遠距離的術組合。搭配金屬製的武器可增加殺傷力。
能突破土遁，但會被風遁所剋。
| 招式                   | 等级 | 说明 | 结印        | 使用者                                     |
| ---------------------- | ---- | --- | ----------- | ------------------------------------------ |
| 雷遁·感激波            |      | 配合使用「水陣壁」同時把水流通電電擊對手。 |             | 懶                                         |
| 雷遁·雷切              | S    | 卡卡西獨創忍術。由於卡卡西曾以千鳥斬斷過真正的雷電，因此又稱為雷切。 | 丑-卯-申    | 旗木卡卡西                                 |
| 雷遁·千鳥              | A    | 卡卡西獨創忍術。將查克拉集中於手掌，以達一擊殺敵之效，攻擊力之強足以貫穿人體。                                                                                               | 丑-卯-申    | 旗木卡卡西、宇智波佐助、宇智波紗羅妲       |
| 雷遁·雷切 雙穿光       | S    | 將查克拉集中于雙手上，並造出兩個雷切給予敵人雙重傷害。 |             | 旗木卡卡西                                 |
| 雷遁·雷傳              | A    | 卡卡西在第四次忍界大戰時對付鳶時所使用，影分身與本體共同使用的雷切連接，拉出一道極長的雷線再拖向敵人，可以說是雷切的大範圍版本。                                             |             | 旗木卡卡西                                 |
| 雷遁·雷獸追牙          | C    | 卡卡西在對付佩恩時所使用的招式，將雷切形態變化成雷犬再攻擊對手 |             | 旗木卡卡西                                 |
| 雷遁·紫電              |      | 卡卡西獨創忍術。失去寫輪眼後動態視力下降，卡卡西無法使出雷切，便開發出紫電來彌補。除了能召喚天上的雷電，更能以雷切或者是千鳥流的方式使用，泛用性更廣。                       | 不需結印    | 旗木卡卡西、巳月                           |
| 雷遁·千鳥流            | C    | 将雷系查克拉從全身散發出来，攻擊範圍擴大至四周圍但殺傷力不如千鳥強大，其釋出的雷電足以使人麻痹暈厥。                                                                         |             | 宇智波佐助                                 |
| 雷遁·千鳥銳槍          | A    | 貫穿一切的雷電長槍，「千鳥刀」伸長的形態變化。 |             | 宇智波佐助                                 |
| 雷遁·千鳥千本          | B    | 査克拉箭，這時「千鳥」可變粗或極細的雷之千本。 |             | 宇智波佐助                                 |
| 雷遁·草薙劍·千鳥刀     | B    | 雷遁査克拉刀，施展在劍上；附加「千鳥刀」的草薙劍威力和鋒利度整個都加倍了 |             | 宇智波佐助                                 |
| 雷遁·雷球              |      | 用「牙」施展雷電彈攻擊敵人。 紗羅妲在博人傳裡模仿敵人的結印使出。 | 酉-巳-申-未 | 黑鋤雷牙、黑鋤文淡、宇智波紗羅妲           |
| 雷遁·雷擊鎧甲          |      | 以雷覆蓋全身形成鎧甲。 |             | 黑鋤雷牙、黑鋤文淡、第三代雷影、第四代雷影 |
| 雷遁·雷擊龍捲風        |      | 召喚雷電並旋轉製造龍捲風一同攻擊敵人。 |             | 黑鋤雷牙                                   |
| 雷遁·雷之牙            |      | 將空中的雷電打在「牙」上進行戰鬥。 |             |                                            |
| 雷遁·雷葬雷之宴        |      | 用「牙」施展幾個雷電通過地面切割，直到他們擊中敵人。 紗羅妲在博人傳中模仿敵人結印使出。                                                                                      | 卯-亥-未    | 黑鋤雷牙、黑鋤文淡、宇智波紗羅妲           |
| 雷遁·雷龍龍捲          |      | 用「牙」施展巨大的雷電龍，威力十分強大。 |             |                                            |
| 雷遁·避雷針            |      | 讓自己的身體做指引，引來雷電對倒下的敵人作攻擊。 |             | 不風                                       |
| 雷遁·地走              |      | 電從地上攻擊，可以配合水遁‧邪之口。 |             | 不風                                       |
| 雷遁·雷擊走            |      | 為北子的忍術，雷遁.地走的進化招。地走的力量集中在鐵棒上，再打入地上，集中後的雷電會攻向敵人。                                                                                |             | 北子                                       |
| 雷遁·偽暗              | B    | 破壞力強大的雷鳴電流，集結的電流長矛足以摧毀岩石。 |             | 角都                                       |
| 雷遁·影分身            |      | 將雷系查克拉塑造成影分身之型態，當對手近距離破解之時會還原成雷切反擊對手 |             | 旗木卡卡西                                 |
| 雷遁·雷縛              |      | 為北子的忍術，讓分裂成三支菱形的長棍，在地面上形成一個三角陣型，將敵人包圍在三角陣型的裡面，三支長棍之間瞬間形成三個透明的結界，將敵人束縛在裡面，是一種屬於雷遁的反擊結界。 |             | 北子                                       |
| 雷遁·四柱束縛          |      | 在攻擊目標周圍召出四個向中間集中雷屬性攻擊的柱子 |             | 木叶暗部                                   |
| 雷遁·充電之術          |      | 能吸收附近的雷電能量，儲存在自己的體內 |             |                                            |
| 雷遁·雷夢雷人          |      | 施術者需要站在東、南、西、北，四個方位，一同施術，中心點就會被雷電燒盡。 |             |                                            |
| 雷遁·麒麟              | S    | 在滂沱大雨中引導雷電將對手擊斃。其威力之大、範圍之廣足以山崩地裂，由於落雷只有千分之一秒的時間，比音速還快，因此可說無法閃避。                                               |             | 宇智波佐助                                 |
| 雷遁·雷神鎧甲          |      | 將雷遁系的查克拉覆蓋在身體上，進行高速移動。 |             | 第三代雷影、第四代雷影                     |
| 雷遁·雷扇              |      | 配合雷刀「牙」釋放長鏈狀雷電使數個敵人身中雷電。 |             | 林檎雨由利                                 |
| 雷遁·閃電之門          |      | 配合雷刀「牙」將其插入地面，向地面與天空雷電，召喚天空降下數道閃電大範圍攻擊。                                                                                               |             | 林檎雨由利                                 |
| 雷遁·爆雷              |      | 配合雷刀「牙」釋放強力雷電。 |             | 林檎雨由利                                 |
| 雷遁·黑斑差            | A    | 從自身形成大型豹狀的黑色雷電，可同時集中攻擊單體及周圍複數體的廣範圍遠距攻擊術，周圍中招者動彈不得、痛苦難當。                                                               |             | 懶                                         |
| 雷遁·雷虎通殺          |      | 把雷聚予手心，創造出虎狀的雷電，瞬間移動到敵人身邊，將其無聲無色地咬殺。 |             |                                            |
| 雷遁·地獄突刺·四本貫手 | S    | 將雷屬性查克拉聚集在手指上並進行突刺攻擊，隨著伸出手指數目的減少，而變成三本貫手,二本貫手,以此類推,力量也將更為集中。                                                        |             | 第三代雷影                                 |
| 雷遁·雷光狼煙          |      | 在劇場版「血獄」麻呂伊將手掌對著天之後，再從掌心射出一道直達天際的雷電，當作狼煙使用。                                                                                       |             | 麻呂伊                                     |
| 雷遁·雷魚              |      | 把雷遁形成魚形狀，能夠在水中快速移動給予強大傷害。 |             | 黑鋤文淡                                   |

### 集團忍法
多種遁法的忍術由不同個體同時發動形成一個完整的術式
| 招式            | 等级 | 说明                                                                        | 结印 | 使用者                      |
| --------------- | ---- | --------------------------------------------------------------------------- | ---- | --------------------------- |
| 颶風水渦之術    | B    | 風遁·螺旋丸＋水遁·破奔流。形成巨大的水龍捲，曾經用於對付角都的火遁·頭刻苦。 |      | 鳴人+大和                   |
| 炎風亂波        |      | 風遁·壓害＋火遁·頭刻苦。利用風加強火遁的威力形成威力巨大的火柱。            |      | 遊戲原創 角都：火、風地怨虞 |
| 風遁·蛤蟆鐵砲   |      | 見上方風遁部分。                                                            |      | 鳴人+蛤蟆龍                 |
| 風遁·蛤蟆油炎彈 |      | 見上方風遁部分。                                                            |      | 鳴人+蛤蟆吉+蛤蟆龍          |
| 炎風龍捲        |      | 風遁·大突破＋火遁·頭刻苦。利用風加強火形成威力巨大的火焰龍捲風              |      | 遊戲劇情原創 角都+大蛇丸    |
| 火遁·泥漿炎彈   |      | 土遁·土龍彈＋火遁·火龍彈。利用火跟土的融合，造成加成的傷害。                |      | 第三代火影                  |

### 形態變化
讓查克拉的外形發生變化，改變忍術的外型，能控制術的威力攻擊範圍。

#### 螺旋丸
第四代火影參照尾獸玉而自創的忍術，將查克拉高速旋轉並在手掌上加壓成球，形態變化的極致。
| 招式                | 等级 | 说明 | 结印 | 使用者                                                           |
| ------------------- | ---- | --- | ---- | ---------------------------------------------------------------- |
| 螺旋丸              | A    | 第四代火影自創的忍術，先將查克拉集中在手上，這時查克拉要以不規則的方向不停流動，加以壓縮，維持成手掌般大小的球狀，再襲向對方，是參考尾獸玉研發而成。此術無帶有任何查克拉屬性。 | 無   | 第四代火影、自來也、旗木卡卡西、漩渦鳴人、猿飛木葉丸、漩渦慕留人 |
| 大玉螺旋丸          | A    | 在螺旋丸中加入更多的查克拉，令破壞力更強，大小約為螺旋丸三倍，更易命中敵人。 | 無   | 自來也、第四代火影、漩渦鳴人、猿飞木叶丸                         |
| 螺旋連丸            |      | 令影分身協助，雙手各有一個螺旋丸向敵人攻擊。但需要極大量查克拉。 | 無   | 漩渦鳴人                                                         |
| 風遁·螺旋丸         | A    | 鳴人將風屬性查克拉加入螺旋丸後開發出的術。 | 無   | 漩渦鳴人                                                         |
| 風遁‧螺旋手裡劍     | S    | 風遁.螺旋丸的加強版，為禁術，因為其破壞力會對施術者的手造成嚴重反傷，屬S級的超高難度忍術，破壞力驚人，需要3個影分身才能使出，可把對手體內所有的經脈系統及細胞擊潰，甚至把查克拉化成無數細小的風刃，在細胞尺度上進行微觀世界的破壞攻擊。但此招的完成度卻只有50％，所以施術者才會受傷，如果已經100％完成的此招了話，施術者就不會受傷，並且將高密度的風屬性查克拉維持旋轉並拋出，可以進行遠距離投擲的攻擊奧義，命中目標後會迅速膨脹成一個巨大的高速球狀漩渦，攻擊目標會被漩渦完全削至無影無蹤！簡單的說就是只有完成50％是禁術，而完成100％是奧義。 | 無   | 漩渦鳴人                                                         |
| 風遁‧龍捲螺旋丸     |      | 出現於《羈絆》中，擁有比螺旋丸更強的威力。是在颱風外圍製造出龍捲風來增強威力的原理，這是要有超越螺旋丸的形態變化的能力才能施展的忍術。 | 無   | 漩渦鳴人                                                         |
| 風遁‧太極螺旋丸     |      | 《失落之塔》出現的忍術，號稱最強的螺旋丸，是由鳴人與第四代火影的螺旋丸結合產生的。 | 無   | 漩渦鳴人與第四代火影                                             |
| 風遁‧迷你螺旋手裡劍 | S    | 迷你的螺旋手裡劍，由尾獸狀態的鳴人使出，可切割任何東西。 | 無   | 漩渦鳴人                                                         |
| 熔遁‧螺旋手裡劍     |      | 在螺旋手裡劍中加入四尾孫悟空的血繼限界熔遁查克拉，形成帶有熔岩的螺旋手裡劍。 | 無   | 漩渦鳴人                                                         |
| 惑星螺旋丸          |      | 一個螺旋丸周圍環繞著3顆小螺旋丸而成，會隨機旋轉，威力強大 | 無   | 漩渦鳴人                                                         |
| 仙法·超大玉螺旋丸   |      | 混入自然查克拉，令破壞力更強的巨大螺旋丸。 | 無   | 漩渦鳴人與自來也                                                 |
| 螺旋亂丸            |      | 鳴人九尾化使用的術。 | 無   | 漩渦鳴人                                                         |
| 螺旋吸丸            |      | 鳴人九尾化使用的術。能把敵人整個吸過來。 | 無   | 漩渦鳴人                                                         |
| 火遁·豪炎螺旋丸     |      | 注入火屬性查克拉，命中有爆炸效果。 | 無   | 自來也、火影忍者疾風傳·究極風暴2                                 |

#### 千鳥
旗木卡卡西自創的忍術，將查克拉放出自手掌放出已決定威力及攻擊範圍，並混入雷屬性的性質變化。
| 招式             | 等级 | 说明 | 结印     | 使用者                 |
| ---------------- | ---- | --- | -------- | ---------------------- |
| 雷遁·千鳥        | A    | 卡卡西獨創忍術。將查克拉集中於手掌，以達一擊殺敵之效，攻擊力之強足以貫穿人體。                                                   | 丑-卯-申 | 旗木卡卡西、宇智波佐助 |
| 雷遁·雷切        | S    | 卡卡西獨創忍術。由於卡卡西曾以千鳥斬斷過真正的雷電，因此又稱為雷切。                                                             | 丑-卯-申 | 旗木卡卡西             |
| 雷遁·雷切 雙穿光 | S    | 將查克拉集中于雙手上，並造出兩個雷切給予敵人雙重傷害。                                                                           | 丑-卯-申 | 旗木卡卡西             |
| 雷遁·雷傳        | S    | 卡卡西在第四次忍界大戰時對付鳶時所使用，影分身與本體共同使用的雷切連接，拉出一道極長的雷線再拖向敵人，可以說是雷切的大範圍版本。 | 丑-卯-申 | 旗木卡卡西             |
| 雷遁·雷獸追牙    | C    | 卡卡西在對付佩恩時所使用的招式，將雷切形態變化成雷犬再攻擊對手                                                                   | 丑-卯-申 | 旗木卡卡西             |
| 雷遁·千鳥流      | C    | 将雷系查克拉從全身散發出来，攻擊範圍擴大至四周圍但殺傷力不如千鳥強大，其釋出的雷電足以使人麻痹暈厥。                             | 無       | 宇智波佐助             |
| 雷遁·千鳥銳槍    | A    | 貫穿一切的雷電長槍，「千鳥刀」伸長的形態變化。                                                                                   | 無       | 宇智波佐助             |
| 雷遁·千鳥千本    | B    | 査克拉箭，這時「千鳥」可變粗或極細的雷之千本。                                                                                   | 無       | 宇智波佐助             |

### 醫療忍術
使用查克拉治療病患傷勢的忍術。
- 掌仙術

不論內傷外傷都可靠放出的查克拉達到驚異的回復速度。即使在醫療班中，能使用的人也是極少數。也可藉由放出的查克拉干擾他人身體內查克拉的循環，造成昏睡狀態等等的超高等忍術。
- 陰癒傷滅

使用者要在受到對手攻擊前，正確判斷會被擊中的位置，並迅速在該位置集中一定分量的查克拉；被擊中後，傷口會自動回復。
- 封印術‧陰封印

長年連續沒有間斷的少量積蓄查克拉於額頭中心的一小塊面積，使用高等忍術的時候可以解放這個事先累積的查克拉。
- 創造再生

釋放長年來儲存在額頭上的查克拉，能刺激各種蛋白質形成，急速加快細胞分裂的次數，讓細胞重建，而且還能讓體內所有的器官組織再生，在戰鬥中受到致命一擊也能迅速恢復，缺點是因為人一生的細胞分裂次數是有限的，所以此術會縮短壽命。
- 創造再生.百豪之術

綱手開發的術，於忍界戰爭篇中施展，額頭的紋解放至全身並維持此狀態，為創造再生的強化版，不用結印就能使傷口非常快速癒合。
- 細壞抽出術

將細緻的查克拉住入體內，將體內的毒素取出。施術者必須擅長查克拉的控制，不然一不小心病患可是會內臟破裂。病患者連一滴血都不會流，可是很痛。
- 治活再生之術

以傷者身體的一部份為媒介，改變媒體的細胞比例以治療傷口。治療時傷患須躺在具大的術式之中，且須耗費相當長的時間。控制查克拉及細胞比例須精確的技術。靜音及醫療斑在治療重傷的寧次時就是使用這種術。

### 時空間忍術
超越時間與空間的限制，將物體瞬間移動的忍術。
- 通靈術

時空間忍術的一種。施法者可召喚與之有誓約的動物協助戰鬥。根據血的契約召喚生物的技巧，屬C級忍術（除了大蛇丸、藥師兜［穢土轉生］），結印的順序是 亥－戌－酉－申－未。
通靈術與其他忍術相比，由於有現實生物的習性與生活型態當作參考，所以使得「忍術」在這部漫畫中比較不會流於過度架空現實與虛擬空洞。而忍者施展通靈之術，如同巨大機器人的動漫中角色所控制的機器人，只是一個傀儡。在這部漫畫中，通靈術所召喚出的生物往往與角色有關。例如大蛇丸所召喚出來的是蛇，蛇是可以控制生死以尋求解脫必死陰影的象徵，如同大蛇丸為了追求永生而採取的行為。
| 招式                 | 等级    | 说明 | 结印                         | 主要使用者         |
| -------------------- | ------- | --- | ---------------------------- | ------------------ |
| 通靈之術             | C       | 能從別的空間通靈出與施術者有通靈契約的動物的通靈術。 | 亥－戌－酉－申－未           | 火影忍者通靈術列表 |
| 通靈之術·穢土轉生    | S級禁術 | 以亡者的靈魂信息（血肉）為媒介、活人為祭品，以塵埃覆蓋於祭品之上並將死者的靈魂從亡者的國度召喚回現世的轉生之術。穢土轉生的身軀擁有不死之身、無限的查克拉，但會受到召喚者的控制。除此之外若穢土轉生的身軀被陰陽遁術擊中的部分將無法再生。（陰陽遁術，為同時混合四種查克拉性質變化的血繼，正式名稱及相關資料尚不詳） | 寅－巳－戌－辰，最後雙手合十 | 大蛇丸、 藥師兜    |
| 通靈之術·穢土轉生·解 | S級禁術 | 由穢土轉生的召喚者將穢土轉生的通靈契約解除的術，並將所有亡者的靈魂解放送回亡者的國度。 | 子－丑－申－寅－辰－亥       | 藥師兜             |
| 穢土轉生 · 解        | S級禁術 | 動畫560話首次出現，由穢土轉生的亡者施術，解除與召喚者的通靈契約後脫離召喚者的掌控，並成為不死之身，擁有無限的查克拉。 | 巳－未－亥－戌－寅           | 宇智波斑           |

- 飛雷神之術

由第二代火影發明的一種時空間忍術，後由第四代火影將其發揮至極致，從而獲得「黃色閃光」的稱號。
- 飛雷神·導雷。

印的順序是：已-午-子-未，利用飛雷神術式在自身周圍張開結界，可將向自身施放的攻擊轉移到別處。
- 天送之術

雲忍者村獨有的術，能遠距離傳送物品，若用來傳送生物則有使其肉體崩壞的危險。

### 傀儡術
砂忍村獨有忍術，傀儡是傀儡師所使用的武器。據赤砂蠍所說傀儡術是由一名叫門左衛門的人發明的。
傀儡師的等級是看傀儡師可以操縱多少個傀儡所看的，如赤砂蝎所說的，千代婆婆可以控制10個傀儡，而千代婆婆又是大師級的傀儡師，所以傀儡師最多能控制10個傀儡。而赤砂蝎則超越人類的極限，他可以操縱百名傀儡。傀儡通常都會有毒，如赤砂蝎的毒（可使人隨時昏迷，3天後死亡）。
目前已知傀儡師：勘九郎，赤砂蠍，千代婆婆，百足，門左衛門等

#### 秘技
- 傀儡：傀儡師所用，用以控制傀儡。頂尖的傀儡師還可以把查克拉絲黏附在敵人的傀儡上，可見其實力。
- 傀儡替身：勘九郎所使用，可以隨時與傀儡交替。
- 操襲刃：唯獨傀儡師可使用，用查克拉絲操縱苦無發射到敵人身上，像千代婆婆這種傀儡師可以趁苦無射到敵人時把查克拉絲黏附在敵人上，千代婆婆使用此招把十八番蛭子的尾巴封鎖。

#### 術
- 白秘技‧十機近松之集：由門左衛門發明的十個白衣人傀儡，近松十人眾實力極強，可以使用忍術「三寶吸潰」而且千代婆婆更以此擊敗赤砂蠍的百人傀儡。
- 白秘技‧十機近松之集‧三寶吸潰：千代婆婆以此招擊潰赤砂蠍的數十名傀儡，需要近松十人眾中的三名傀儡才能使用，可以把傀儡吸走。
- 黑秘技‧機機一發：使用傀儡烏鴉及黑蟻。黑蟻捕食敵人後用烏鴉的匕首剌入黑蟻的孔洞，以殺死敵人。
- 黑秘技‧機機二發
- 黑秘技‧機機三發
- 黑秘技‧毒霧地獄‧針針百連發：使用傀儡黑蟻，烏鴉輔助。烏鴉先放出煙霧彈，黑蟻就用鋼針連射敵人。此招被赤砂蠍所擋住。
- 操演‧一心同體：使用赤砂蠍所制造的父和母,經由兩個傀儡手中的鋼線進行攻擊。
- 赤秘技‧機機三角
- 赤秘技‧火遁‧烈火：赤砂蠍的手心會發射威力強大的火焰。
- 赤秘技‧水遁‧王水：赤砂蠍的手心會發射水柱，其攻擊力可把石頭切碎。
- 赤秘技‧百機操演：赤砂蠍的右胸會射出查克拉絲，可以控制數百名傀儡，同時若傀儡被擊破50名以上，其餘的傀儡則會更精密（因為就算傀儡被擊破，查克拉絲也不會被擊破）地攻擊敵人。
- 忍術 超龍脈豪火球之術-百足（傀儡）出現於劇場版失落之塔
- 忍術 龍脈豪火球之術-百足（傀儡）出現於劇場版失落之塔
- 忍術 超速再生之術-百足（傀儡）出現於劇場版失落之塔
- 忍術 怪腕火矢-培因（修羅道）

#### 所有傀儡
- 近松之集：由門左衛門發明，近松十人眾實力極強，可以使用忍術「三寶吸潰」而且千代婆婆更以此擊敗赤砂蠍的百人傀儡。
- 烏鴉：由赤砂蠍發明，烏鴉屬於攻擊性傀儡，有多種武器。使用者：勘九郎 發明者：赤砂蠍 使用術：黑秘技‧機一發，毒錐地獄‧精確無比百連發
- 黑螞蟻：由赤砂蠍發明，黑螞蟻屬於捕捉性傀儡，只有少量武器。使用者：勘九郎 發明者：赤砂蠍 使用術：黑秘技‧機一發，毒錐地獄‧精確無比百連發
- 山椒魚：由赤砂蠍發明，山椒魚屬於防禦性傀儡，防禦等級為頂級。使用者：勘九郎 發明者：赤砂蠍 使用武器：盾牌，收藏型背部
- 蛭子：由赤砂蠍改造，蛭子屬於攻防兼備形傀儡，赤砂蠍平常留在緋硫號內部，其尾巴攻防力極強。使用者：赤砂蠍 發明者：赤砂蠍 使用武器：尾巴
- 第三代風影：由赤砂蠍改造，可使用磁性查克拉及鐵砂。使用者：赤砂蠍 發明者：赤砂蠍 使用武器：砂鐵時雨，砂鐵結襲，砂鐵界法，義手千本
- 赤砂蠍：赤砂蠍本人。使用者：前為赤砂蠍 後為勘九郎 發明者：赤砂蠍 使用武器：烈火，王水，赤秘技‧百機操演，鋼刀，鋼蠅錐
- 父：由赤砂蠍發明，小時紀念殉職的父親所製，千代婆婆後來為破第三代風影所使用。使用者：千代婆婆 發明者：赤砂蠍 使用武器：強化鋼絲，連環鋼錐
- 母：由赤砂蠍發明，小時紀念殉職的母親所製，千代婆婆後來為破第三代風影所使用。使用者：千代婆婆 發明者：赤砂蠍 使用武器：強化鋼絲，鋼製長刀（與父和稱『父母傀儡』）

### 分身忍術
用查克拉製造自己的分身，有各式各樣的種類。
- 分身術

忍者學校教的基本忍術，製造自己的幻影分身。
- 影分身術

上忍等級忍術，製造自己的實體分身，分身解除時其經歷、記憶以及累積的疲勞會回歸本體，主要用途是作為佯攻及暱藏真身。
- 多重影分身術

影分身術的進階版，結印為壬，能製造大量的影分身。因容須要大量查克拉，加上影分身的反饋疲勞造成的極大負擔，所以被二代火影列為禁術。但擁有與「忍者之神」一代火影不分上下的龐大查克拉的鳴人則能使用至極致，是鳴人最經常使用的忍術。
- 雷分身術

將雷系査克拉塑造成影分身之型態，跟影分身具有同樣的效力，當對手近距離破解之時會還原成雷切反擊對手。
- 水分身術

用水製造自己的實體分身，霧忍者村常用的術。
- 朧分身術

變出無數幻影分身的忍術，瀧忍者村使用的術。
- 獸人分身

動物用變身術變成自己的忍術。
- 砂分身

用砂子製造自己的實體分身，但砂子不會完全變成施術者的樣子。
- 木分身

用木頭變化出自己的實體分身，本體能藉由接觸分身以取得其經驗。
- 烏鴉分身

將查克拉投射在數十隻烏鴉以製做自己的分身。
- 幻燈身術

作出查克拉的思念波幻像。培因常用這種術讓身處各地的曉成員同時開會。
- 自爆分身

讓影分身吃下引爆黏土，再引爆該影分身。
- 象轉術

將特定人士的查克拉分給施術對象，則可做出外形與特定人士的分身。分身能夠使用特定人士的術，但查克量只有本體的三成。術若解除則施術對象會死亡。
- 墨分身術

用墨水做出自己的實體分身。
- 黏土分身

用黏土做出自己的實體分身，混入引爆黏土則可引爆。
- 蟲分身

油女家的秘術，由體內所寄養的寄壞蟲創造的分身。
- 紙分身

用紙做出自己的實體分身。

### 結界忍術
將一部份的範圍劃入結界的忍術，有各種效果。
- 六赤陽陣

在火影忍者疾風傳漫畫第643話中，由成為十尾人柱力的帶土使出，用來封鎖柱間及宇智波斑的行動，應為四赤陽陣的進階版。
- 四赤陽陣

須四個火影等級的忍者才可使用，搭建出來的四方形紅色火焰結界威力比四紫炎陣大上十幾倍，在火影忍者疾風傳漫畫第631話中，由被大蛇丸穢土轉生出來的第一到第四代火影所搭建出來封鎖十尾。
- 四紫炎陣

由四個忍者搭建出四方形的紫色火焰結界，施術者亦在內部搭建小型結界保護自己。
- 結界法陣

貼下多張符咒，若有人踏入符咒組成的範圍內，則會觸發符咒的效果。音之四人組曾用引爆符作出此結界以防範木葉的追兵。
- 四黑霧陣

音之四人組使用，製造出的黑霧能緊緊包裹柱施術者的結界忍術及封印術，連受術者的死亡都能封住。
- 結界‧蛤蟆瓢牢

把對手捉入妙木山蛤蟆的胃內，與外界隔絕的空間，含有酸性的湖。
- 結界‧天蓋法陣

以施術者為中心做出球形結界，只要有人稍有涉足這個結界，就能感應其存在。
- 五封結界

將寫有「禁」字的五張符咒貼在據點的四周。只要符咒不被同時撕下，則結界內部的物體就不會被外部破壞。
- 封印鐵壁

火之寺使用的結界忍術及封印術，鐵門與旁邊的兩個石像形成巨大的結界。需要火之寺僧侶特有的仙族之才查克拉才能通過，否則必須破壞石像。
- 時空術式．黃泉轉身之術

是一種把靈魂從肉體抽離，移轉到結界內禁閉起來的結界忍術。動畫第523話，兜用穢土轉生復活音忍四人眾，並且與鹿丸、丁次、寧次、牙再次對決。雖然音忍四人眾都被打敗，時空術式也觸發了，將木葉四人的靈魂抽離肉體，帶到結界內決鬥。肉體會呈現假死狀態，查克拉接近停止，由井野和志乃灌入查克拉，以維持他們的生命。

### 色情忍術
用情色誘惑他人的忍術，主要針對男性。最初由鳴人自創，後來亦傳授給木葉丸。
- 色誘之術

鳴人自創忍術，用變身術變成裸女。曾擊敗第三代火影。
- 後宮術

鳴人自創忍術，搭配影分身或多重影分身術，變化出大量裸女。曾擊敗特別上忍惠比斯。
- 色誘術-女女術

木葉丸自創忍術，影分身搭配變身術，造出抱在一起的一對裸女。
- 色誘術-男男術

木葉丸自創忍術，影分身搭配變身術，造出抱在一起的一對裸男，對小櫻有效。
- 色诱术-逆后宫之术

鳴人自創忍術，搭配多重影分身之術，變化出大量裸男。效果颇為顯著。此術曾成功把身為查克拉始祖的大筒木輝夜的集中力擾亂，是一種比螺旋丸還難練的術。

### 感知忍術
探查周遭環境或生物狀態、位置、或查克拉的術。
- 望遠鏡之術

用水晶球遠距離監控特定人物的術，須要掌握該人物的查克拉特性。
- 白眼

請參照白眼。
- 雨虎自在術

令天空下雨，施術者可掌握雨水接觸對象存在的術。使用者為佩恩。
- 神樂心眼

閉上眼睛，就能掌握幾十公里內的狀況，甚至特定對象的查克拉及位置。使用者為香燐。
- 身心轉換術

能將自身精神轉移到其他人或動物以探知情報。

### 其他忍術
不屬於上述分類的忍術
- 替身術

用木頭或其他雜物代替自己承受攻擊。
- 藏蹤術

用和環境顏色相同的布隱藏自己行蹤。

## 體術
體術是一類主要靠身體能量發動的術，顧名思義就是拳打腳踢的格鬥技，對敵人造成物理性傷害。體術基本上不需消耗查克拉。

### 剛拳
以表面傷害為主，讓對手骨折或造成其他外傷的直接攻擊。木葉忍者阿凱和小李等人的體術屬於此種體術。
- 影舞葉

當敵人被擊至半空時，便會以影舞葉之術快速跳躍到敵方的背面，並跟隨著敵人在半空中的拋物線移動。
- 獅子連彈

空中連擊技，可在「影舞葉」後使用，在空中連擊後，在最後一擊加上地心吸力的衝力，攻擊力顯而易見。為佐助以寫輪眼複製小李的招數後修改而成。
- 漩渦鳴人連彈

模彷「獅子連彈」先用「忍法·影分身之術」，再分開攻擊敵人，本體再給予最後一擊。至少需要四個影分身。為鳴人參考小李跟佐助招數修改而成。
- 鳴人連彈之鳴人亂打

之前的動作和前者相符，但是給予最後之擊後再持續作出拳打腳踢的動作，直到敵人頭暈目眩，需要五個影分身。
- 鳴人二千連彈

在對付我愛羅時所使出的絕招。必需在盛怒下使用九尾之力，及使用「禁術‧多重影分身之術」製造近千個影分身，同一時間對對手拳打腳踢。
- 木葉旋風

連環使用上下踢腿的一種體術。小李以左腳使出高速後踢腿，藉著旋轉力再用右腳使出掃堂腿。目的是先以上踢限制對手的逃避空間，以提高掃堂腿的命中率。
- 木葉大旋風

木葉旋風加強版，范圍比較廣闊。
- 木葉超大旋風

木葉大旋風加強版。
- 木葉烈風

高速以腳向敵方下盤攻擊。
- 剛力旋風
- 木葉海岩翔

強力的肘擊攻擊對手。
- 青春爆發

集中力量的拳腿攻擊。
- 動力前奏曲

對敵方施以空中踢擊，目的是擾亂對方的行動。
- 醉拳

小李把酒當藥飲，使出了醉拳。據天天的描述，小李即使只飲一點兒酒，也很容易醉。李亦曾因誤飲醉酒（慶祝李學成了裏蓮華的宴會上），耍出可怕的醉拳，並把一間餐館給摧毀，連自己的同伴也不認得了。最後在天天及日向寧次合力下，才及時阻止。
- 蓮華（禁術）（れんけ）

利用極大的能量流強行突破身體所設下的限制，以將自身的體能、移動速度以幾何級數增加上倍，但是對身體有副作用，在使用蓮華之後會因為身體勞損而對自身造成傷害，打開限制（門）的數量愈多，對自身造成的傷害愈大，某程度上是兩敗俱傷的。
- 表蓮華（禁術）（おもて·れんけ）

打開一到二門（第一：開門，用極大的能量流強行突破腦部意識所設下的限制，以極高速度造出極高難度的動作；第二：休門，用能量流強行突破體能恢復的限制，使自身的體能在使出第一重表蓮華之後迅速恢復，是表蓮華與裏蓮華之間的過渡階段），李洛克對於表．蓮華的體現是先把對方踢上半空，在空中用手臂上的绷带把對方身體緊緊捆綁起來，以旋轉的方式把對方身體猛烈地撞擊地面。
- 裏蓮華（禁術）（うら·れんけ）

打開生門（傷門、杜門並不需要，但是在故事裡兩次用的时候，傷門和杜門是開著的）。
- 朝孔雀（禁術）

打開景門〔第六門〕，先把敌人踢上半空，然后高速拳击对方。攻击释放的火焰形查克拉像孔雀开屏一样，所以叫朝孔雀。
- 昼虎

打開驚門〔第七門〕，雙手結印並向對方打出其高壓的拳風鬥氣，波及範圍甚大。
- 夕象

打開死門，為五段加速的連續性打擊，每一擊都有著形同昼虎的威力！甚至可以憑藉著驚人的出腿速度於空中踏步跳躍轉向。  
- 夜凱

同夕象需要打開死門，先「積」並在身體周圍形成紅色龍形血蒸氣，再高速向目標直衝給予強大一踢，其高速足以扭曲空間。
- 裂骨拳

打開死門 (第八門)劇場版羈絆神農施展。
- 八門遁甲（禁術）（はちもんとんこう）

大大提高能量流效率，八門全開會獲得超越影級的力量，在八門遁甲陣（八門全開）的情況之下，身體會負荷過量而死。八門依序為：開門、休門、生門、傷門、杜門、景門、驚門、死門。
- 千年殺（木之葉秘傳體術奧義）（千年殺し、せんねんころし）

以虎印將手指插入敵人的肛門造成極大痛楚，使敵人的士氣、防禦意識減退。
卡卡西在鳴人下忍考試中曾對鳴人使用，鳴人在和我愛羅一戰中輔以起爆符使用，以及於疾風傳中與小櫻聯手對戰卡卡西時也曾使用。
- 痛天腳

以腳重擊地面，令地面粉碎炸裂。
- 櫻花衝

使用怪力打擊地板使地板破裂以致傷害對手。是一種攻擊威力很強的術査克拉要控制的很精密。如果熟練的話可以聚集在手指頭上讓地板裂開。
- 100公尺暴力拳

將査克拉聚集在手中打敵人，不同在於怪力的是，他的査克拉必須控制的剛剛好，讓敵人飛到離自己100公尺的地方。
- 1000公尺暴力拳

100公尺暴力拳的進階版。
- 醫帝賭女

是與小櫻的聯合絕招，兩人跳起，將査克拉聚集在拳頭，一起往地面打。破壞力是非常強大的，感覺像是雙重櫻花衝。
- 四面八方手裏劍

高速閃到對手的後面，之後以虎印將手指咬血之後一擊打到對手身上做出一個陣，之後對手會因為給千斬斬傷，大機會死亡
配合「多重影分身之術」使用，以無數個影分身加本尊用手裏劍發射敵人。也是鳴人自創的忍術。
- 肉彈戰車

秋道一族的秘技「倍化之術」的伸延技，利用澎漲了的身體向對方滾去。 
- 肉彈針戰車

用鋼絲串起許多苦無圍繞在自身周圍，同「肉彈戰車」一樣向對方滾去，丁次則是使用苦無達到針的效果。

### 柔拳
重視內部破壞，傷害敵人內臟及體內讓查克拉流動的經絡系統。木葉最強的體術流派，日向一族的體術屬於此類。
- 柔拳法·點穴

封鎖對方的穴道，使對手不能使用查克拉。 
- 八卦掌回天

日向流的絕對防禦術，於全身所有穴位發出卓羅／查克拉以反彈對手的攻擊，加上自身的回轉以及『白眼』的360度全方位觀察力，就成了一招另類的『絕對防禦』。 
- 八卦六十四掌

日向流的口傳秘技，同樣以360度全方位的白眼，加上置對手於八卦陣之內，向其身上六十四個主要穴位攻擊，以封印對手的卓羅／查克拉放出。
- 八卦一百二十八掌

八卦六十四掌的進化版，向對方連擊一百二十八掌，破壞對方所有查克拉穴，使其查克拉停止流動，日向流的口傳秘技，同樣以360度全方位的白眼，加上置對手于八卦陣之內，向其身上一百二十八個主要穴位攻擊。
- 八卦三百六十一式

PSP原創招式，一口氣封住敵人的三百六十一個穴道，最後一掌使出柔拳的全力，將敵方震飛。
- 八卦空掌

以白眼作為瞄準鏡，透過柔拳射出壓縮空氣，於中距離範圍內衝擊對方。
- 八門崩擊

使用柔拳去破壞對方的開、休、生、傷、杜、景、驚、死八門。
- 八卦散擊

PSP原創招式，查克拉以散亂射出，攻擊敵人的要害。
- 八卦·四天空掌

PSP原創招式，使出四個八卦空掌將對方破壞。
- 八卦·全身擊

雙手施展八卦空掌足以使敵人全身受傷。
- 八卦·破山擊

八卦空掌的進化版，以柔拳集中手掌全力一擊打出，威力達致破壞岩山般巨大。
- 柔步雙獅拳

在雙手集中查克拉，形成獅頭形狀的查克拉團塊。

### 忍體術
結合性質變化的體術，藉由查克拉大幅增加速度、防禦、攻擊的力量，其中雷遁更有刺激活化細胞的能力，提高反射神經速度，目前施展過這類體術的僅有四代雷影，三代雷影，但八尾人柱力殺人蜂似乎也同樣練就。
- 忍體術·雷遁鎧甲

全身凝聚雷遁查克拉，能夠把速度提升至光速。
- 忍體術·雷遁·重流暴

把雷遁查克拉集中在拳上轟碎對手。
- 忍體術·雷遁·雷虐水平

將雷遁集中在手上，用手刀劈開對手。
- 忍體術·雷遁·雷虐水平千代舞

雷遁·雷虐水平強化，將雷遁集中在手上，連續用手刀劈開對手。
- 忍體術·雷犂熱刀

全身凝聚雷遁查克拉狀態下以身體極速衝撞敵人。
- 忍體術·雷遁·雷我炸彈

超重量級把敵人摔在地上，配合雷遁爆炸對手，破壞力驚人。
- 忍體術·雷遁奧義·義雷沉怒雷斧

配合雷遁爆炸在腳上，自上往下踢撃轟碎對手，威力相當強大。

## 幻術
幻術是一類主要靠查克拉發動的術，例如催眠。原理是利用幻覺使敵人的精神崩溃，而造成身體上的不支。
- 魔幻·地獄見術

令對手見到心中最懼怕的映像，進行心靈打擊。
- 夢幻音鎖

封住對方的行動並使其處於一個純白的空間而無法觀察敵人的動作。
- 黑暗行之術

讓對方處於一個純黑的空間而無法觀察敵人的動作，初代火影使用。（動畫裡是二代）
- 樹縛殺

使用者先消失，树木从对手脚下长出并縛住对方，使用者然后从树木裡钻出攻击。
- 狐狸心中之術

令人不斷在同一處地方打轉，走不出幻影的迷宮。
- 霞從者之術

令對方見到一個又一個人的黑色幻影，只要遭到攻擊就會不斷分裂。 
- 此處非之術

令對手誤認一處為另一處地方用的幻術。 
- 涅槃精舍之術

降下大範圍幻影般的羽毛，令範圍內的敵人進入睡眠狀態。
- 水遁幻術·霧幻魔牢

螺貝王外殼打開飄雪，中術者身體會如同被雪覆蓋般無法動彈。
- 雷遁幻術·雷幻雷光柱

全身變成光，使對方暫時看不見。（漫畫第461話）
- 月讀

是宇智波鼬萬花筒寫輪眼的最強幻術，此術能使對方進入由施術者控制的精神世界中受到長時間痛苦，但在現實世界中只佔一瞬間的時間，迅速地使敵人的意志崩潰。
- 別天神

是宇智波止水萬花筒寫輪眼的最強幻術，可以讓被施術者不知不覺中被控制。然而此術需要千手柱間的木遁力量或宇智波止水本人使用，否則需10年才能再次發動。
- 伊邪那歧

所使用結印順序為卯－亥－未，非常耗費查克拉，發動一段時間後必須先解除一陣子以變恢復查克拉；可以將對於己方之傷害甚至是死亡化為夢境，將己方之攻擊等有利因素化為現實，是可以隨意穿梭在現實與夢境夾縫之極高等幻術，也是改變命運的幻術；伊邪那歧的有效時間因人而異，就段藏而言，他自身一隻寫輪眼只能使用60秒，使用完後該眼將永遠無法再度睜開
- 伊邪那美

寫輪眼另外一個究極幻術之一，與伊邪那岐相反，亦是唯一能阻止伊邪那岐的幻術，可以不透過五感就讓對手中招，更準確來講是在對手的腦海中創造出近乎完全真實的幻境，並讓他在幻境中近乎無止境的不斷重複輪迴，是決定命運的幻術，代價是寫輪眼失去光明。此術是原本用來懲戒和拯救伊邪那岐的使用者，當中術者接受自己的命運時，伊邪那美就會自動解開
- 無限月讀

將九勾玉輪迴寫輪眼投影在月亮上，範圍廣大，會施向所有在地上生存的人類。成為十尾祭品之力的宇智波斑發動了儀式忍術「神·樹界降誕」，將陽光照映在大地上，受此術影響者的眼睛會變成輪迴眼，並將所有人綁在神樹上，宛如昆蟲的繭一般。對穢土轉生者無效。

## 瞳術
瞳術是藉由眼睛使用的術，使用時施術者的眼睛會發生變化。目前出現的瞳術都是血繼限界。輪迴眼、寫輪眼和白眼合稱為三大瞳術。
- 寫輪眼

參看 →宇智波一族
伊邪那歧
段藏在與佐助打鬥時所使用結印順序為卯－亥－未，非常耗費查克拉使用一段時間必須先解除一陣子以恢復查克拉；可以將對於己方之傷害甚至是死亡化為夢境，將己方之攻擊等有利因素化為現實，是可以隨意穿梭在現實與夢境夾縫之極高等幻術；伊邪那歧的有效時間因人而異，就段藏而言，他自身一隻寫輪眼只能使用60秒，使用完後該眼將永遠無法再度睜開，據帶土所說段藏的右手是大蛇丸為了提高使用時間所做出的實驗品。
此術需要仙人之體的 仙體細胞+仙眼之力（千手一族+宇智波一族）才能發揮此術
原型為日本神話創世之父，「伊邪那岐」。
伊邪那美
與伊邪那歧相對存在的幻術。會讓目標進入無限輪迴的幻術，直到對手接受自己的命運，也就是死亡（但不會真的死亡，而是解除幻術）。能夠不需經過五感使對方中術。被稱為用來救贖伊邪那歧的終極幻術，如果伊邪那歧是否定死亡的忍術，那伊邪那美就是要讓伊邪那歧的施術者接受死亡。
原型自日本八百萬眾神之母，伊邪那歧前妻，「伊邪那美」。術的原型是來自伊邪那美與伊邪那美的黃泉典故，伊邪那美其實就是象徵死亡，擁有死亡，人才會無限繁榮。
- 萬花筒寫輪眼

參看 →宇智波一族
須佐能乎
在萬花筒寫輪眼開眼後的隱藏瞳術，可將查克拉實體化為魁梧戰神，攻防一體，不同的萬花筒寫輪眼之須佐能乎也有所不同。
原型為伊邪那岐之子，「須佐之男命」。與大蛇丸之戰也象徵須佐之男命斬殺八岐大蛇的典故。
須佐能乎所用的神器：
十拳劍
沒有實體的神劍，擁有與傳說中「草薙劍」一般強力，所有被刺中的東西均會被吸入「須佐」的葫蘆內，長年被封印於夢境之中。
原型自須佐之男命斬殺八岐大蛇的武器。
八咫鏡
沒有實體的神盾，能把所有攻擊反彈回去。
原型自天照大神的三神器。
八坂勾玉
勾玉狀的大火球
原型自天照大神的三神器。
別天神
是宇智波止水萬花筒寫輪眼的最強幻術，可以讓被施術者不知不覺中被控制，需間隔10年時間才能再次發動。
原型為日本的創世神，別天神。
- 永恆萬花筒寫輪眼

參看 →宇智波一族
- 輪迴眼

被稱為“掌控生死之眼”的最崇高瞳力，是起源於查克拉始祖大筒木輝夜和神樹查克拉果實的究極瞳術。輪迴眼的擁有者掌控陰陽，至少擁有六種查克拉性質的變化，具有超凡的能力，能夠使用六道之術，既可以是具有創世能力的創造之神，也可以是具有滅世能力的毀滅之神，同時輪迴眼也是唯一能夠防禦和終結無限月讀的方法。
- 白眼

參看 →日向一族
- 轉生眼

火影忍者劇場版The Last中登場的一種瞳術，白眼進化的最終形態，具有毀滅創世之力，能操控尾獸，可與輪迴眼互相制衡。需要結合大筒木一族的血統與日向一族的白眼才能開啟。
- 紅眼

參看 →黑鋤雷牙番外篇
能看清並擾亂敵人體內查克拉的流動，是白眼的天敵。
- 血龍眼

在佐助真傳--來光篇首次登場的瞳術，是血之池一族的血繼限界。擅長使用幻術干擾對手的查克拉流動，能夠在中幻術者身上注入自身查克拉，藉由施術者注入的查克拉在中幻術者體內強烈震盪導致人體自爆。其幻術之強大就連三勾玉寫輪眼也難以破解，佐助也是靠永恆萬花筒寫輪眼才能破解。

## 咒印術
咒印術是主要將自身查克拉烙印他人身上後，能發揮出各種效果的術，例如禁錮、強化等。
- 咒印

原名為「仙人化」，大蛇丸追尋重吾的力量根源找到白蛇仙人的龍地洞，此後開始向他人注入仙術查克拉，藉由脫離本體的意識作為自己將來復活的契機。為大蛇丸特有的咒印術。
雖然被加了咒印的人可以發揮強大的威力，但同時也會無限強行引出力量，因此會對使用者有強大的侵蝕，是一把兩面刃。 
- 仙人化·獸之咒印

為大蛇丸所開發的咒印之一，是以記載著能配出可搭配此咒印的禁藥的形式，而存在的特殊咒印。只有喝下該禁藥後，擁有動物遺傳因子的禁藥會與咒印結合進一步發揮出咒印的力量。雖然可以發揮出動物性質的力量，但這卻是消耗性的力量，隨著咒印發動的時間或是發揮的力量多少，就越會加速自身細胞的衰亡。以動畫版的水木為例。
- 仙人化·死之咒印

是種擁有使人的顯在能力完全強制引發極強的咒印，但反之會不斷侵害身體，如果不定時吃著某種特殊藥物了話，是種絕對會死的力量，這是大蛇丸專門開發給棄子用的咒印術。以三尾出現之章的煙忍為例。
- 仙人化·地之咒印

雖然咒印的力量遜於天之咒印，但是能存活下來的人的機率卻比天之咒印高。
- 仙人化·天之咒印

此咒印的力量比地之咒印還要危險，凡是接受此咒印之人的存活機率是十人中只有一人而已。
- 身心轉換傀儡咒印

這是一種將「身心轉換」製成符咒並進一步貼在簡陋式小人偶上的特殊禁錮型的咒印術，這是種能將他人的精神轉移到這個小人偶體內的可怕咒印，不過只要撕下符咒就能解除。為山中一族特有的咒印術。
- 籠中鳥咒印

日向分家額頭上青色的交叉印記與兩條反方向鉤紋，是被日向宗家施展了用以限制白眼能力，直到自身死亡才會消失的封印；同時還具有能讓日向宗家依自己意識破壞此咒印之人的大腦組織的效果。為日向宗家特有的咒印術。
- 飛雷神咒印

將飛雷神的術式以咒印烙印於三叉戟苦無上，來發動飛雷神，更進階的能將咒印烙印在目的地或對手身上，來發動飛雷神第二階段，此咒印可說是飛雷神的基本之術。為波風水門特有的咒印術。
- 根之咒印

施加下根成員身上，只要提起涉及段藏本人的事就會全身無法動彈，曾短暫用於佐助，束縛的條件也有所不同，能以須佐能乎破解。這是種依被施術者違背施術者鎖定下的條約後，才會發動的條件式禁錮咒印。

## 封印術
是利用印來封印施術對象、查克拉或靈魂的術。又分為偶數封印或奇數封印。
- 幻龍九封盡

一種強大的封印術，是用來將尾獸封印至外道魔像時用的。需要極強的查克拉和極長的時間，9名曉的成員在對我愛羅施展幻龍九封盡時用了3天，所以估計1人來解封時需要27日，不過幻龍九封盡需要極大的查克拉，所以1人來封印是不太可能的，培因在施術期間，為了阻止敵人，所以用了象轉之術來保護曉。
- 屍鬼封盡

以自己靈魂為契約，把自己的靈魂當做死神的食物來拉出對方靈魂並讓死神吃，靈魂永不能再召喚。第四代火影曾以此術將九尾妖狐的陰性查克拉封禁。第三代火影則以此術對付大蛇丸，最終雖未能殺死大蛇丸，但是卻廢去了其雙手。結印的順序是 巳－亥－未－卯－戌－子－酉－午－巳　最後雙手合十。唯一的破解方式是利用漩渦一族的死神面具，由施術者讓死神憑依己身，然後剖開死神的肚子，才能把封印其中的靈魂解放出來，代價是施術者的生命也將成為死神的祭品（大蛇丸利用不屍轉生即時佔據白絕重生而保住性命）。
- 五行封印

大蛇丸用「金水木火土」五行進行封印（當時未有查克拉性質的設定，後來TV動畫中的五行為改為五種查克拉性質---水火土風雷），在鳴人身上施行的封印，可以暫時封印在鳴人體內妖狐力量，令鳴人不能爆發及控制查克拉。結印的順序是 丑－戌－辰－子－辰－寅。
- 五行解印

利用五行相生之力幫助受術者衝破五行封印的束縛，恢復使用技能的能力，自來也為了令鳴人可以爆發及控制查克拉，所以用來解開大蛇丸施行的五行封印。
- 四象封印

第四代火影在鳴人腹上留下的封印式。
- 八卦式封印

是兩個四象封印所形成的偶數封印，是第四代火影在鳴人腹上留下的封印式。（自來也可解封，解封後鳴人可使用八條九尾查克拉。）
- 飛雷神封印

第四代火影在劇場版失落之塔中用特殊苦無來封印龍脈能量
- 封邪法印

旗木卡卡西在佐助肩上留下的封印式。是要鎮壓佐助的咒印。動畫原創故事《八雲與紅篇》中上忍夕日紅也能使用此術。結印的順序是 雙手合十－寅－卯－巳－午－未－酉－寅－卯－巳－午－未－酉－寅－卯－巳－午－未－酉－戌－子
- 解邪法印

第二部劇情施展，封邪法印的逆向效果術，佐助用此術解除掉紅豆手臂的咒印，既而使大蛇丸復活。
- 封火法印

宇智波鼬用「天照」燒熔了自來也的蛤蟆的食道，自來也用封火法印把天照在燒融處所遺留的火燄收集起來。
- 封黑法印

音之四人眾用的封印術。用以使被封者能更快完成咒印2的型態。
- 魂身別離

寂留用的封印術，用寫上要被封印的人的名字的血符咒，封印名字主人的靈魂。
- 三方封印

目前只出現在PS2裡，三代目火影所使用的招式。
- 轉寫封印·天照

對他人做出某動作，透過血液轉入事先準備好的瞳術﹝天照﹞封印術式，術式可依照施術者額外設定，如他人看見某事物就可發動天照。
- 幻術封印

將被十拳劍刺中的物體封印在須佐能乎的葫蘆裡面。只有萬花筒寫輪眼的人才能使用的封印術。（漫畫第392話）
- 裏四象封印

將周圍的東西拉進屍體裡，然後封印，是一種同歸於盡式的封印術。
- 鐵甲封印

雲忍村封印八尾到殺人蜂身上的的封印術。
- 億怒端數煩流奴

殺人蜂八尾狀態下使用的封印術，從口中吐出墨分身附著在封印對象身上以牽制對方的行動，進而進行封印。
- 獅子閉哮

開啟了封印式的忍配件「獅子首觀音」開大口，把對象做為牆面要磔的同時一口氣展開封印式，封印式中央有的「閉」的符號，合上那個更加碰了中心部位的人的點孔。
- 虎視眈彈

用特製的大毛筆畫出老虎，召喚其老虎將敵人抓住並一同封印於紙中。
- 四肢重封印

將對手的力量封印起來。
- 結界四方封陣

由靜音帶領小櫻、井野、雛田嘗試封印三尾所使用的術。第一階段為「探」，探查三尾的位置，結印的順序是 戌-巳-亥-寅。第二階段為「縛」
- 五封結界

五張寫著「封」的紙張所形成的結界，需要同時撕開才能破除結界
- 指刻封印

把査克拉集中在手指產生熱量，刻在別人身上。

## 血繼限界
少部分忍者與生俱來就擁有兩種查克拉性質變化，並能將兩種查克拉混合產生新性質的查克拉，即稱為血繼限界。
血繼限界是只能從血統中繼承的特殊能力，可以結合兩種的查克拉屬性。所謂的血繼限界不一定要是由兩種性質變化的融合或是瞳術才叫作血繼限界。例如陰陽變化的陰陽遁術、屍骨脈或是龍命轉生這些單一性質變化或是沒有性質變化的也能稱作是血繼限界。只要是他人無法模仿只能靠血統才能學會的力量都能稱作是血繼限界。
達到上忍程度的忍者多數同時擁有兩種以上的查克拉性質，但僅僅擁有兩種以上的查克拉並不能稱為血繼限界，僅有能夠融合不同性質的查克拉並產生新性質的查克拉，才能稱為血繼限界。例如白融合了水與風的查克拉混合出的冰遁，即可稱之為血繼限界；宇智波一族的寫輪眼只在一族中代代相傳，雖宇智波一族大多數人僅擁有火遁此種單一性質變化，但寫輪眼由於只在一族中相傳，亦為血繼限界之一。

## 秘傳術
這些術不是血繼限界， 只是在某些氏族中代代相傳的秘技或被遭到封印而只有少數人學成的祕術。

### 星忍者村
孔雀妙法

### 油女一族
著名的油女氏族，將昆蟲使用在他們的忍術。當孩子出生，他們的身體會提供給昆蟲作為巢，查克拉則作為牠們的食糧，叫做寄壞蟲。哺養寄壞蟲和被居住身體的忍者可以控制和命令寄壞蟲，使用牠們吸收敵人的查克拉作為他們的主要戰鬥的技術。

### 上水流一族
是動畫原創中在岩忍者村中是控制蜜蜂的一族。30年前是忍界大戰岩忍者村的上水流一族襲擊木葉忍者村，當時被木葉忍者村中使用寄壞蟲戰鬥的油女一族察覺，結果上水流一族戰敗。後來上水流一族的人剩沒幾個人，企圖利用微香蟲找尋創族長老的秘術再向木葉復仇，但是最後被同樣在找尋微香蟲的木葉小隊擊敗。

### 秋道一族
- 這一族代代相傳著上天惠賜的豐滿體型以及毫無止境的可怕食慾。因為能夠承受於常人數倍的食物攝取量，因此腸胃也特別發達。
- 練有讓自己的肉體肥大化的倍化之術，在攻擊與防禦方面都有所發揮的術。會消耗大量熱量。
- 在無可奈何的時候，他們會吃下“三色藥丸”，將脂肪急速地轉化為查克拉。吃這些丸藥有一定的危險， 在吃下第三顆藥丸的時候不久细胞大量坏死从而造成死亡，但是奈良一族（秋道一族的朋友家族）的祖传医术上详细记载着如何控制细胞死亡的方法。
- 肉弹战车

让自己的身子膨胀成圓球形後高速滾動，以惊人的破坏力来攻击敌人。
- 肉弹针战车

肉彈戰車的強化版，先披上苦无串起的绳子或将头发变长硬化覆盖全身，增加傷害力。
- 部分倍化术

將部分肢體巨大化攻擊敵手的招式。
- 超推手

以部分倍化术強化手掌後，進行強勁的推擊。
- 超倍化之术

部分倍化术的進化版，全身倍化後，變成巨人體型，對敵人展開強力攻擊。
- 秋道流奥义·蝶弹爆击

消耗龐大熱量轉化成查克拉，並透过肩胛骨露出美丽的查克拉翅膀，然後將所有查克拉聚集在左手發動致命一击。

### 奈良一族
- 這一族擅長使用影子的祕術，能用影子去捕捉或攻擊敵人。
- 影子模仿術

用影子強迫對方做與施術者相同的動作，但首先必須用影子捉到對方，且效力只有五分鐘。影子能自由改變外形，但不能超過原本面積，可接觸其他影子以增大範圍。
- 影子絞首術

結印的順序是：子－辰－寅－子，用影子直接傷害對方，主要是掐住對方頸部。
- 影束縛之術

用影子封住對方行動。
- 影子聚集術

將自己的影子變化成無數觸手，能夠做出靈活動作或操作物體。
- 縫影術

先用影子抓住敵人，再使出許多實體化的尖銳影子將刺殺對手。

### 山中一族
擅長利用强大的精神力控制敌人的心轉身之術，在感知與情報蒐集能力方面也有出色表現。
- 心轉法之術

利用灵魂把精神集中在一点，以直线向敵人施展，使自己的灵魂侵入到对方的身体之中，控制其行動或伺機竊取情報，靈魂離體後，肉身將是完全無防禦的狀態。
- 心轉分身之術

心轉身之術的進階版，同时控制两个对方的精神和行动，而且释放的精神能转弯。
- 心亂身之術

將查克拉注入多名敵手體內控制其神經系統，自在操弄其行動，即使对方意志清醒也可以让对方做出自己不想做的事，在面對多數敵人時，可讓對手自向殘殺，而且此術沒有心轉身之術會失去自我意識的缺點，但控制力較心轉身之術差。
- 身心轉換傀儡咒印術

這是一種將「身心轉換」製成符咒並進一步貼在簡陋式小人偶上的特殊禁錮型的咒印術，這是種能將他人的精神轉移到這個小人偶體內的可怕咒印，不過只要撕下符咒就能解除。為山中一族特有的咒印術。
- 感知傅傅

將精神感應到的敵人傅輸給隊友的術。
- 心傳法之術

可針對特定或一定範圍內的人，與其精神進行直接溝通，甚至可以直接看到影像，亦可使用特殊機器來增加施術範圍，但使用過久會對體內的經絡系統造成傷害。

### 死韻一族
- 操手裏劍
- 魔笛·魔幻音鎖
- 逆轉之音

### 大蛇丸、劍美澄、巳月
- 軟體改造

大幅提昇身體柔軟度跟伸縮性的術，可以用來攻擊和偵測。

### 鬼童丸
- 蜘蛛巢开
- 蜘蛛巢花
- 蜘蛛粘金
- 蜘蛛战弓-凄裂
- 蜘蛛粘吐

### 風馬一族
- 風馬忍法·咒縛曼陀羅

風馬一族禁止使用的祕術中的禁術，將敵人包圍在一個由四片三角形査克拉片所形成的結界內，不斷的向內壓縮直到把敵人化作肉塊為此。
- 蜉蝣忍法·蟻獅之術
- 蜉蝣忍法·泡影

蜉蝣一生只能使用一次的忍術，由身後的四片翅膀使出蒸氣攻擊
- 査克拉絲

風馬一族秘傳的忍術，藉由心臟發出的査克拉絲與對方的心臟連接，使敵人與自己同生同死。
- 風馬忍劍·斬馬刀

### 鬼燈一族
- 水化之術

將身體變成水，無需結印即可使出水遁忍術，但會被雷遁剋制。
- 水遁·豪水腕

水化的應用形，把從全身集聚了的水分做為手臂全體壓縮強化。
- 水遁·水陣壁

水化的應用形，化身水牆來保護自己。
- 水遁·爆水龍座

水化的應用形，化身水龍的樣子，有很大殺傷力。
- 水遁·水鐵砲

鬼燈一族特有的術，水化的應用形，從食指射出一發超壓縮水彈

### 土蜘蛛一族
- 禁術·怒髮天

以自身為中心向外爆發，把半經數百公里以上範圍全部毀滅，基本儲氣（自然界的査克拉，也就是仙術査克拉）時間約1800秒，儲氣時間愈長，破壞範圍愈大，如儲氣時間夠長，可毀滅半經數百萬公里以上的範圍。
- 魂魄體分離

剝離土蜘蛛一族禁術的結界術。
- 字縛 束縛術，手中浮現「操」可控制他人身體，浮現「滅」可控制殺死他人等各種不同能力。
- 字縛·岩
- 字縛·刻 憑空寫出「刻」字，可隨意切刻任何物體。
- 字縛·爆 憑空寫出「爆」字，會爆炸。
- 字縛·炎 憑空寫出「炎」字，會出現強烈的火炎來。
- 字縛·斬 憑空寫出「斬」字，會出現數道風之刃。
- 字縛·操 可控制身上浮現「操」字的人。
- 字縛·滅 憑空寫出「滅」字，可殺死他人。
- 火縛 束縛術，手指召喚出可自由控制方向的火炎。

### 瀧隱
- 地怨虞

角都叛出瀧隱村時奪取的祕術，能夠用查克拉控制由體內伸出的黑色觸手，可以變型成適合任何距離攻擊的型態，而且利用觸手奪取其他人的心臟，連同查克拉性質一同吸引到體內，可使出基本五大性質的全部忍術，並且進行器官的更換，使角都成為接近永生不死的存在。

### 邪神教
- 咒術·死司憑血

飛段在邪神教所習的祕術，用敵人的血當施展媒介，讓施術對象受到施術者所受到的任何傷害，並且無法迴避，但必須傷害自己的身體才有效果，所以只有不死之身的飛段可以不斷使用，此外施術者也必須進入本身的血所畫的陣式中才能發揮效用，只要離開陣式，術的效力就會喪失。

### 岩隱
- 引爆黏土（賦予物質查克拉之術）

岩隱村的禁術，地達羅因為奪取此術叛逃，而遭到追捕。但地達羅將自己的血繼限界爆遁與之融合後，另創出名為「引爆黏土」的術，以黏土作忍具，通過手上的嘴加工成各種樣子的起爆物，而且這些黏土造型可以用查克拉加以操控活動，不怕水但會被雷遁剋制。

### 漩渦一族
- 神樂心眼[3]

只有香燐能使用的超廣範圍感知忍術，閉上眼睛能感受到幾十公里內的異常動靜，甚至對已經掌握查克拉屬性的人可以進行更加詳細的偵測。

### 鬼之國
- 隱鏡身轉法

為《火影忍者劇場版：鳴人之死》鬼之國巫女的護衛足穗所使用，為將自身外貌完全轉變為指定對象的秘術，變身後將無法恢復原狀。

## 仙術
每個人體內均蘊藏著精神力量及身體力量，如果有所平衡就能完善使出各種忍術、體術及幻術。而當把自然界的力量也吸收於身體內，並能妥善平衡精神力量、身體力量及自然力量三者的關係，就能使出仙術。

### 妙木山仙術
為妙木山所傳授的一種術，目前已知波風湊（略懂）、自來也（完成）和漩渦鳴人（完美）能使用此術。
修行方式是在身上塗上蛤蟆油，以增加感應自然力量的能力。但若不小心吸入過多自然力量，就有可能失去人的身份而永遠變成青蛙。
所有仙術
- 仙術‧五右衛門：自來也噴出蛤蟆油，蛤蟆夫婦則分別使出風遁和火遁的招式。
- 仙術‧毛針千本：自來也的忍術中速度最快，範圍最廣的招式。
- 仙術‧魔幻・蝦蟇臨唱：由蛤蟆仙人夫婦以二重唱造出把精神和肉體束縛空間最強幻術。
- 仙術‧兩生之術：蛤蟆仙人與施術者身軀融為一體，仙人寄生在施術者的肩膊上。
- 仙術‧聚氣：吸收大自然的力量，進行自我調節。
- 仙術‧蛙手印：鳴人蛤蟆仙人（仙人狀態下使用戰鬥方法）
- 仙術‧蛤蟆平影操控術
- 仙法‧大玉螺旋丸：「大玉螺旋丸」加強版，是一顆超大的大玉螺旋丸，其威力能把岩山毀滅。
- 仙法‧超大玉螺旋丸：螺旋丸最強的一式，比「大玉螺旋丸」巨大數倍。
- 仙法‧螺旋連丸：「螺旋丸」加強版，以雙手獨立各自一顆螺旋丸向敵人攻擊，給與敵人雙倍傷害。
- 仙法‧大玉螺旋連丸
- 仙法‧風遁‧螺旋丸
- 仙法‧風遁‧仙蛙螺旋丸
- 仙法‧風遁奧義‧螺旋手裡劍：威力比風遁奧義‧螺旋手裡劍更強大，而且還能像真正的手裡劍一般投向攻擊目標

### 龍地洞仙術
為龍地洞所傳授的一種術目前已知大蛇丸（略懂）、藥師兜（完美）能使用此術。
居住在龍地洞的白蛇仙人，曾經指導藥師兜的仙術修行。
- 仙法•白激之術：通過光和聲音來阻斷視覺和聽覺，引發空氣的震動癱瘓敵人。
- 仙法•無機轉生之術：將無生命的物體輸入自然能量來控制物體，兜曾用此招控制鐘乳石刺傷宇智波鼬。
- 仙法•傳異遠影：透過將他人的細胞吸收到體內，就能使用該人的一切忍術，連秘傳、血繼限界都能發動。

### 濕骨林仙術
濕骨林、妙木山和龍地洞並稱三大傳說之地。濕骨林是蛞蝓仙人的居住地。

### 木遁仙法
為六道仙人之子阿修羅與初代火影千手柱間所使用，尚無法得知此仙術的來源，將木遁術結合仙術查克拉使用。
木遁•仙法•真數千手：進入仙人模式後使用的木遁，雙手合十，製造出高於百米且擁有數千隻手臂的大佛。在終末之谷之戰中，柱間曾用此術迎戰宇智波斑。

### 六道仙法
吸收自然能量的速度遠比一般仙法更快更廣，還可浮在空中。

## 特殊忍具的術（能力）

### 忍刀七人眾的刀
523話的忍刀七人眾之一的鬼燈滿月召喚七把忍刀其中之四，七把忍刀代號分別為「斷」、「大」、「長」、「鈍」、「爆」、「雷」、「雙」。
- 「斷」：斬首大刀
- 「大」：鮫肌
- 「長」：縫針
- 「鈍」：兜割
- 「爆」：飛沫
- 「雷」：牙
- 「雙」：比目鰈魚

### 六道仙人言靈法器
- 幌金繩：可以用來逼出人們的言靈的忍具
- 七星劍：可以記錄幌金繩逼出的言語的忍具
- 紅葫蘆：可以將七星劍記錄的言語錄音，而施術對象只要說出該句話就會被吸入葫蘆中，不過如果持續不說話，過一段時間也會被吸入葫蘆中
- 芭蕉扇；可以擁有五大查克拉性質的忍具
- 琥珀淨瓶：和紅葫蘆一樣擁有封印能力的忍具，只要回答施術者就會被吸入瓶中。

### 六道仙人傳承主法器
- 六道錫仗：此錫仗在十尾剛登場之圖出現過， 六道右手所持的武器，此外該武器也傳於擁有仙人之體之子弟弟-阿修羅，兄弟分歧對戰篇有出現。
- 沼之矛：此刀在十尾剛登場之圖出現過， 六道左手所持的武器，此外該武器也傳於擁有仙人之眼之子哥哥-因陀羅，兄弟分歧對戰篇有出現。

### 極樂之匣
劇場版「血獄」的原創忍具，草隱村為了村子的復興將木葉村的鳴人陷害入獄，利用他的九尾查克拉開啟傳說能夠實現任何願望的極樂之匣，但是事實上極樂之匣是六道仙人時代的終極兵器，封印其中的妖怪「悟」能以讀心術破解任何攻勢，還能夠永久操控吸入匣中的人們，在過去曾經毀掉許多國家。

### 雷神之劍
動畫原創，綠靑葵所持有的忍具，為二代火影所製造，能夠透過劍身釋放雷遁術。

### 天之矛
出現於火影忍者--力量篇（此為動畫組自創），力量強大，但需彈對音符才能啟動，最後被鳴人等人關掉。

## 陰陽遁
陰陽遁是一種能從無形中創造形態的陰遁與給形態注入生命的陽遁為基礎，是一種"把想像賦予生命的具象化之術"。在六道之後，陰遁之力就深厚地繼承於宇智波一族，陽遁之力則深厚地繼續於千手一族。然而，並非只有千手一族與宇智波一族能運用陰陽遁。在六道仙人創世期間，便利用陰陽遁之術創造過許多不同的「秘傳忍術」，例如屬於陰遁的奈良一族影子伸縮和變化術，屬於陽遁的秋道一族肉體質量之增加等「秘傳忍術」也屬於陰陽遁的運用例子。至今，六道仙人所創造的「忍宗」偏佈整個忍界，並且一直帶來影響。

### 應用
陰陽遁之術：在帶土小時候，斑曾經授予帶土六道禁術與陰陽遁術。在帶土成為十尾人柱力後，曾經透過求道玉配合使用以陰陽遁術為基礎的將一切無效化的術，並令到水門的左手不能恢復。另一方面，得到六道陽之力的鳴人，亦曾經阻止凱邁向死亡與恢復卡卡西的眼睛，充分發揮了陰陽遁之力。
萬物創造之術：六道仙人曾在陰陽遁之術的基礎上，創造萬物的忍術，六道仙人曾利用此術將十尾査克拉分成九份並創造了九隻尾獸。

## 禁術
禁術是由於各項原因，而被封印並禁止使用的術。被列為禁術的理由有兩種，一種是會危害施術者生命安全;另一種是違背人倫，太過危險。
- 多重影分身之術

須要消耗許多查克拉，只有一部份的忍者能夠使用。因可能危害施術者生命，被初代火影列為禁術並封印在捲軸中。
- 八門遁甲

開啟八門遁甲可能會損害施術者身體健康，開啟至第八門甚至會死亡。
- 雙蛇相殺之術

令施術者犧牲生命以和敵人同歸於盡的忍術 。
- 通靈之術‧穢土轉生'

二代火影開發，須要活人作祭品，操控死者的忍術。
- 屍鬼封盡

施術者須犧牲生命，將自己及受術者的靈魂封印至死神腹內的封印術。
- 不屍轉生

大蛇丸開發的長生不死之術，能將自己的靈魂強制附身至他人身上，奪取其身體、記憶、術甚至一切。
- 己生轉生

千代開發的復活術，施術者須犧牲生命才能復活他人。
- 風遁·螺旋丸

漩渦鳴人開發的忍術，由於先前此術完成度未達100％，無法投擲出來，只能近距離攻擊，會對使用者手部的經絡系統造成相當大的損害。
- 伊邪那岐

寫輪眼的術之一，施術者的一隻眼睛會失去視力，能影響現實的究極幻術。
- 伊邪那美

寫輪眼的術之一，施術者的一隻眼睛會失去視力，且有受術者可能會脫離幻術輪迴的風險。

## 术等级列表
以下是在火影忍者出現過的忍術，難度的排列順序為S─A─B─C─D─E。另外關於秘傳、血繼限界、仙術等術。因習得方式特殊，是施術者特殊能力使用的術，不屬於前六種分類，公式書上以「－」表示

### S级術
難度最高，以禁術、秘術、奧義、封印術為主。
- 忍術 螺旋亂丸-漩渦鳴人（六道之身）
- 忍術 螺旋吸丸-漩渦鳴人（六道之身）
- 忍術 惑星螺旋丸-漩渦鳴人（六道之身）
- 忍術 太極螺旋丸-四代目火影+漩渦鳴人（失落之塔）
- 忍術 尾獸玉-漩渦鳴人（四尾之後狀態），尾獸（一至九尾）
- 忍術 神之紙者-小南
- 形態變化 白鱗大蛇-大蛇丸
- 風遁‧迷你螺旋手裏劍-漩渦鳴人（六道之身）
- 風遁‧螺旋手裏劍-漩渦鳴人
- 雷遁 雷切-旗木卡卡西
- 雷遁 麒麟-宇智波佐助
- 水遁.水牢鮫舞-干柿鬼鮫
- 土遁．引爆黏土 - C0黏土 自我引爆-地達羅
- 仙法.五右衛門-自來也
- 時空間忍術 飛雷神之術-第二代火影、第四代火影（跳越時空，有別於光速及瞬間移動）
- 禁忌封印術 屍鬼封盡-第三代火影、第四代火影
- 封印術 幻龍九封盡-培因、曉成員
- 封印術 裏四象封印術-志村段藏
- 封印術 陰封印·解-綱手、春野櫻
- 禁術 己生轉生-千代婆婆
- 傀儡術 白秘技 近松十機之集-千代婆婆
- 傀儡術 赤秘技 百機操演-赤砂蠍
- 通靈之術 穢土轉生-第二代火影、大蛇丸、藥師兜
- 忍體術·雷遁奧義·義雷沈怒雷斧
- 忍術 預知未來-大蛤蟆仙人
- 劇場版
  - 火遁 超龍脈豪火球之術-百足（傀儡）[出現於失落之塔]
  - 火遁 龍脈豪火球之術-百足（傀儡）[出現於失落之塔]
  - 火遁 超速再生之術-百足（傀儡）[出現於失落之塔]
  - 火遁 記憶消除-滅-第四代火影[出現於失落之塔]
  - 封印術 龍脈封印-第四代火影[出現於失落之塔]
  - 禁術 肉體化生之術-神農（使施術者獲得究極的肉體，能從第一門開到第八門保持不死）
- 動畫
  - 雷遁 雷夢雷人-雷遁四人眾：北根、成馬、凍雨、星斗
  - 土遁 有為轉變-不動
  - 土遁．究極創生術．死者土壤-不動
  - 封印術 結界四方封陣-三尾封印班(動畫原創)
  - 禁術 怒震天 - 螢（螢以自身為中心向外爆發，把數百公里以上範圍全部毀滅，需儲氣約1,800秒）（動畫原創）

### A级術
比上忍級忍術還要高等的忍術，非一般忍者能輕易學會。
- 體術 八門遁甲阵-李洛克、凯
- 體術 裏莲华-李洛克、凯（八門遁甲開到第三門生門）
- 體術 朝孔雀-李洛克、阿凱（八門遁甲開到第六門景門）
- 體術 晝虎-阿凱（八門遁甲開到第七門驚門）
- 祕技 操具·天鎖祭-天天
- 祕技 操具·襲千刃-天天
- 祕技 操具·浮刃壁-天天
- 祕技 操具·縛流星-天天
- 忍術 螺旋丸 -自來也、四代目火影、旗木卡卡西、漩渦鳴人、木葉丸、漩渦幕留人
- 忍術 大玉螺旋丸 -漩渦鳴人、木葉丸、自來也
- 忍術 多重影分身 -漩渦鳴人、旗木卡卡西、三代目火影、木葉丸、漩渦幕留人
- 忍術 手裡劍影分身 -第三代火影、第四代火影（失落之塔裡所使用）、木葉丸、天天
- 忍術 远眼镜之术-第三代火影
- 忍術 亂身衝-綱手
- 忍術 蛤蟆口束縛術-自來也
- 忍術 時雨-小南
- 忍術 三日月之舞-月光疾风
- 忍术 迷彩隐-草忍、岩忍
- 醫療術‧掌仙術-藥師兜、春野櫻、山中井野、綱手姬、香燐、希
- 風遁·螺旋丸-漩涡鸣人、漩渦幕留人
- 風遁·风之刃-葉鬼
- 雷遁·千鳥-旗木卡卡西、宇智波佐助
- 雷遁·咒印千鳥-宇智波佐助（咒印狀態2）
- 雷遁·千鳥銳槍-宇智波佐助
- 雷遁 忍者雷光劍-宇智波佐助（火影忍者劇場版羈絆結束時使用的忍術）
- 雷遁·偽暗-角都
- 水遁·大瀑布-桃地再不斩，旗木卡卡西
- 水遁.大鮫彈之術-干柿鬼鮫
- 火遁.龍炎放歌之術（宇智波斑）
- 土遁·引爆黏土-地達羅
- 土遁·黃泉沼-自來也
- 幻術 魔幻·樹縛殺-紅
- 幻術 黑暗行之術-初代火影、第二代火影
- 通靈術 三重羅生門-大蛇丸
- 封印术 五行解印-自来也
- 封印术 五行封印-大蛇丸
- 封印术 封邪法印-旗木卡卡西、夕日紅
- 忍術 九尾螺旋丸-漩渦鳴人（九尾妖狐狀態）
- 劇場版
  - 忍術 龍捲螺旋丸-漩渦鳴人（九尾查克拉之螺旋丸，威力如同大玉螺旋丸）
  - 忍術 超強毅力螺旋丸-漩渦鳴人（普通螺旋丸，名字而已，出現於羈絆）
  - 忍術 超化神拳-神農（八門全開模式，以黑暗查克拉球濃縮後擊向對手）
  - 體術 裂骨拳-神農（羈絆裡出現的人物，八門全開模式）

### B级術
上忍級的忍術，難度比C級高。 
- 忍術 死魂之術-藥師兜
- 忍術 毒雾-静音
- 忍術 針地藏-自來也
- 忍術 亂獅子髮之術-自來也
- 忍術 蛙變之術-自來也
- 忍術 蛤蟆平影操控術-自來也
- 忍術 四紫炎阵-音忍四人眾、忍聯軍四人
- 忍術 消写颜-大蛇丸
- 忍術 式紙之舞-小南
- 火遁 豪火滅卻-宇智波斑
- 火遁.豪火滅矢（宇智波斑）
- 火遁·火龙炎弹-三代火影
- 火遁·灰積燒-猿飛阿斯瑪、木葉丸
- 土遁·土龍彈-三代火影
- 土遁.土流壁-卡卡西、三代火影
- 土遁·岩宿崩-岩忍
- 水遁·水龙弹-桃地再不斬、旗木卡卡西、鬼燈水月
- 水遁·水鮫彈之術-干柿鬼鮫
- 水遁·水阵壁-二代火影、旗木卡卡西、懶
- 水遁·千杀水翔-白
- 幻術 幻術束縛-木葉暗部
- 幻術 鬼來-桃地再不斬
- 體術 漩渦鳴人二千連彈-漩渦鳴人
- 體術 四面八方手裏劍-漩渦鳴人
- 體術 肉彈針戰車-秋道丁次
- 體術 無聲暗殺術-桃地再不斬
- 體術 表莲华-李洛克（八門遁甲開到第一或第二門開門或休門）
- 忍術 超獸偽畫-佐井
- 忍術 影分身-漩渦鳴人、旗木卡卡西、宇智波鼬、三代火影、木葉丸、惠比斯
- 結界‧天蓋法陣-自來也
- 封印术 封黑法印-音之四人眾
- 封印术 封火法印-自来也
- 通靈术 土遁·追牙术- 旗木卡卡西
- 通靈術  羅生門-大蛇丸、左／右近
- 通靈術秘传·壓垮攤販-蛤蟆文太
- 通靈術秘传·屋臺崩壞-蛤蟆廣
- 陷阱陣法·陷阱八卦之陣-木葉忍者村
- 傀儡術 傀儡召喚-勘九郎、千代婆婆、蠍
- 傀儡術 黑秘技 機一發-勘九郎
- 傀儡術 三寶吸潰-千代婆婆
- 忍術 牙狼牙-犬冢一族

### C級術
中忍級的忍術，難度比D級高。
- 忍術 操風車之三大刀-宇智波佐助
- 忍術 如雨露千本-雨忍
- 忍術 心轉身-山中一族
- 忍術 潛影蛇手-御手洗紅豆、大蛇丸、宇智波佐助、兜
- 忍術 牙通牙-犬塚一族
- 忍術 風沙陣-手鞠
- 忍術 紙天使-小南
- 忍術 響鳴穿-托斯
- 忍術 斬空極波-薩克
- 忍術 蛤蟆油彈-自來也
- 忍術 風爆之陣法-海野伊魯卡
- 水遁•水牢-桃地再不斬、干柿鬼鮫
- 水遁•水分身-桃地再不斬、干柿鬼鮫、旗木卡卡西
- 土遁•裂土轉掌-岩忍、旗木卡卡西
- 土遁•土流壁-次郎坊
- 土遁•土中映魚-朧、篝
- 風遁•大突破-大蛇丸
- 火遁·豪火球-宇智波一族（宇智波一族的基本火遁）、旗木卡卡西
- 火遁·凤仙火-宇智波一族（宇智波一族的基本火遁）
- 體術 影舞葉-李洛克、宇智波佐助、旗木卡卡西、凱
- 體術 漩渦鳴人連彈-漩渦鳴人
- 體術 獅子連彈-宇智波佐助
- 體術 肉彈戰車-秋道丁次
- 體術 雙昇龍-天天
- 體術 怪力-春野櫻、綱手
- 體術 櫻花衝-春野櫻
- 幻術 心中狐狸-雨忍
- 幻術 此處非-雨忍
- 通靈術  蛤蟆文太-自来也、四代火影、漩涡鸣人、我室友-懋軒
- 通靈術  蛤蟆廣-自来也、漩涡鸣人
- 通靈術  蛤蟆健-自来也、漩涡鸣人
- 通靈術  蛤蟆寅-自来也、四代火影
- 通靈術  万蛇-大蛇丸、宇智波佐助
- 通靈術  猿魔-三代火影
- 通靈術  活蝓-纲手、春野櫻
- 通靈術 蛤蟆吉-漩渦鳴人
- 通靈術 蛤蟆龍-漩渦鳴人
- 通靈術 大蛇-宇智波佐助
- 通靈術 大鷹-宇智波佐助
- 通靈術 鎌鼬-手鞠
- 通靈術 蜘蛛-鬼童丸
- 通靈術 怒鬼-多由也
- 通靈術 女王蜂-雀蜂
- 傀儡術 勘九郎、千代婆婆、蠍

### D级術
下忍級的忍術，難度比E級高。
- 忍術 胧分身術-胧、篝
- 忍術 影手里劍-宇智波佐助
- 忍術 束缚術-大蛇丸、暗部
- 忍術 霧隱之術-桃地再不斬、照美冥、枇杷十藏
- 忍術 斬空波-萨克
- 忍術 四腳之術-犬塚牙
- 忍術 獸人分身術-犬塚牙、赤丸
- 忍術 布丁阵-木叶军团
- 忍術 男子同人色誘術-漩渦鳴人、木葉丸
- 忍術 女子同人色誘術-漩渦鳴人、木葉丸
- 忍術 紙手裡劍-小南
- 忍術 紙分身-小南
- 土遁·心中斩斬首術-旗木卡卡西、猿飛日斬
- 幻术 魔幻·奈落見之术-旗木卡卡西
- 幻术 霞从者之术-梦火
- 體术 木葉旋風-李洛克
- 祕傳·體術奧義 千年殺-旗木卡卡西、漩渦鳴人

### E级術
忍者學校級的忍術，難度最低。
- 忍術 分身術
- 忍術 替身術
- 忍術 變身術
- 忍術 簑衣隱身術
- 忍術 脫繩術
- 忍術 金縛術

### 無等級
因施術者之特殊能力使用的術，如秘傳、血繼限界、仙術等。
- 六道之身-六道仙人、漩渦鳴人
- 六道式封印-六道仙人、漩渦鳴人(六道之身)

- 仙法
  - 聚氣-自來也、漩渦鳴人
  - 兩生之術-自來也(仙蛙深作與鳴人融合，但因為九尾而失敗了)
  - 仙人模式-自來也、漩渦鳴人、藥師兜
  - 忍術 蛙鳴(兩大仙蛙對畜生道時用的仙術)
  - 忍術 五右衛門-自來也
  - 忍術 毛針千本-自來也
  - 忍術 螺旋連丸-漩渦鳴人（仙人模式）
  - 忍術 大玉螺旋丸-漩渦鳴人（仙人模式）
  - 忍術 超大玉螺旋丸-自來也-漩渦鳴人（仙人模式）
  - 忍術 超大玉螺旋多連丸-漩渦鳴人（仙人模式）
  - 風遁 沙塵(仙蛙志摩婆婆用來遮蔽六道視線時的術)
  - 風遁 奧義 螺旋手裏劍-漩渦鳴人
  - 幻術 幻蛤蟆精神束縛牢-自來也（仙人模式）

- 血继限界
  - 寫輪眼-宇智波一族、旗木卡卡西、段藏
  - 萬花筒寫輪眼 -宇智波斑、宇智波泉奈、宇智波止水、宇智波鼬、宇智波佐助、旗木卡卡西、宇智波帶人、宇智波富岳
  - 萬花筒寫輪眼 幻術 别天神-宇智波止水
  - 萬花筒寫輪眼 幻術 守護木葉-宇智波鼬
  - 萬花筒寫輪眼 神威 結界空間轉移-旗木卡卡西、宇智波帶人
  - 萬花筒寫輪眼 天照-宇智波鼬、宇智波佐助
  - 萬花筒寫輪眼 幻術 月讀-宇智波鼬
  - 萬花筒寫輪眼 幻術 预知未来-宇智波富岳
  - 萬花筒寫輪眼 終極奧義 須佐能乎-宇智波鼬、宇智波佐助、宇智波斑、旗木卡卡西(帶人)
  - 永恆萬花筒寫輪眼 -宇智波斑、宇智波佐助
  - 六道輪迴眼 -六道仙人、培因、宇智波斑、宇智波佐助
  - 秘術 神羅天征-長門
  - 秘術 萬象天引-長門
  - 禁術 地爆天星-長門，宇智波班，宇智波佐助
  - 禁術 輪迴天生術-長門
  - 封印術 封術吸印-長門
  - 忍術 怪腕火矢-培因
  - 塵遁．原界剝離-二代土影、三代土影
  - 木遁秘術 樹界降誕-初代火影、大和、宇智波斑
  - 木遁秘術 樹縛永葬-大和、初代火影、宇智波斑
  - 白眼-日向一族、青
  - 體術 八卦六十四掌-日向一族
  - 體術 八卦一百二十八掌-日向一族
  - 屍骨脈-辉夜一族
  - 冰遁祕術 魔镜冰晶-白

- 雨虎自在之術-長門
- 咒術 死司憑血-飛段
- 封印術 八卦之封印式-第四代火影
- 忍術 幻燈身-「曉」成員
- 忍術 象轉之術-培因
- 忍術 砂塵雙撃-我愛羅
- 忍術 砂塵冥柩-我愛羅
- 忍術 滅砂瀑葬-我愛羅
- 忍術 灵媒之术-我爱罗
- 忍術 砂瀑送葬-我爱罗
- 忍術 假寐之术-我爱罗
- 忍術 守鶴之盾-我爱罗
- 忍術 流砂瀑流-我愛罗
- 忍術 砂缚牢-我爱罗
- 土遁 引爆黏土 - C2黏土 龍-地達羅
- 土遁 引爆黏土 - C3黏土 十八番-地達羅
- 土遁 引爆黏土 - C4黏土 金翅鳥-地達羅
- 祕传 影子模仿術-奈良一族
- 祕传 影子絞首術-奈良一族
- 祕传 影子束縛術-奈良一族
- 祕传 影子聚集術-奈良一族
- 祕传 影縫術-奈良一族
- 祕传 影子召喚術-奈良一族
- 祕传 倍化術-秋道一族
- 祕传 软件改造-剑美澄、大蛇丸
- 祕傳 寄壞蟲-油女一族
- 祕傳 蟲沼-油女一族

- 祕传 砂铁时雨-第三代风影
- 祕传 砂铁界法-第三代风影
- 祕传 木分身-初代火影、大和
- 祕传 木遁•四柱家之術-初代火影、大和
- 祕传 木遁•四柱牢術-初代火影、大和
- 祕传 木遁•木錠壁-初代火影、大和
- 忍術 心乱身-山中一族

- 通靈術  龍蝦、變色龍、多頭犬、巨鳥，犀牛、熊貓、培因六道-培因
- 通靈術忍術•隱身術-變色龍
- 通靈術忍術•泡沫-龍蝦
- 通靈術秘传•舌齿粘酸-活蝓
- 結界忍術.五封結界-培因
- 體術 八卦空掌-日向一族(原是本家的體術)

- 晶遁•結晶五角路-紅蓮
- 仙術 千手殺-地陸
- 冰遁•破龍猛虎-狼牙鳴響
- 冰遁•一角白鲸-狼牙鳴響、旗木卡卡西
- 冰遁•狼牙雪崩-狼牙鳴響
- 冰遁•黑龙暴风杀-風花怒濤
- 冰遁•双龙暴风杀-風花怒濤
- 冰遁•燕吹雪-鶴翼吹雪
- 冰遁•冰牢-鶴翼吹雪
- 冥遁 吸穴孔-卑彌呼(吸收所有忍術,並以相同的術反饋給對方。
- 八卦掌‧三百六十一式-日向寧次(只出現在PS2)
- 體術 守護八卦六十四掌-日向雛田